# تاریخ باستان

کتیبه اردشیر یکم در تخت جمشید یکی از چندین کتیبه موجود در تخت جمشید است که از دوران هخامنشیان به جا مانده است.

تاریخ باستان یا دوران باستان دوره تاریخی است که از اختراع خط میخی سومری تا فروپاشی امپراتوری روم ادامه دارد و از سال ۳۰۰۰ پیش از میلاد تا سال ۵۰۰ میلادی را در بر میگیرد.
در این دوره نگارش، شهرها و شهرنشینی، قانون، حکومت، اقشار اجتماعی و نیز ادیان عمده پدید آمدند.
تقریبا تاریخ باستان از ابتدای شروع نوشتن و ثبت تاریخ و وقایع توسط بشر و گسترش آن تا تاریخ پس از کلاسیک را شامل می‌شود.
دامنه تاریخ ثبت شده تقریباً ۵۰۰۰ سال است که با خط میخی سومری آغاز می‌شود، با قدیمی‌ترین متون منسجم از حدود ۲۶۰۰ سال قبل از میلاد.
تاریخ باستان تمام سرزمین‌ها و کشورهای دارای اسکان بشر را در دوره ۳۰۰۰ قبل از میلاد - ۵۰۰ میلادی شامل می‌شود.
اصطلاح گسترده «تاریخ باستان» را نباید با «باستان کلاسیک» اشتباه گرفت.
اصطلاح باستان کلاسیک اغلب برای اشاره به تاریخ غرب در مدیترانه باستان از آغاز تاریخ ثبت شده یونان در ۷۷۶ قبل از میلاد (نخستین المپیک) استفاده می‌شود. این تقریباً با تاریخ سنتی تأسیس رم در سال ۷۵۳ قبل از میلاد، آغاز تاریخ روم باستان و آغاز دوره باستان در یونان باستان مصادف است.
اصطلاح علمی «تاریخ» را نباید با ارجاعات محاوره ای به زمان‌های گذشته اشتباه گرفت. تاریخ اساساً مطالعه گذشته است و می‌تواند علمی (باستان‌شناسی) یا انسانی (تاریخ از طریق زبان و محاوره ای) باشد. اگرچه نقطهٔ پایان تاریخ باستان مورد مناقشه است، برخی از محققان غربی از سقوط امپراتوری روم غربی در سال ۴۷۶ میلادی استفاده می‌کنند (بیشترین مورد استفاده) و برخی دیگر تعطیلی آکادمی افلاطونی در سال ۵۲۹ میلادی و مرگ امپراتور ژوستینیان اول در سال ۵۶۵ میلادی، برآمدن اسلام یا ظهور شارلمانی. خارج از اروپا نیز بازه زمانی ۴۵۰–۵۰۰ پس از میلاد برای پایان دوران باستان به عنوان یک تاریخ انتقال از دوران باستان به دوران پساکلاسیک با مشکل روبرو شده است.
در مدت زمان تاریخ باستان (تقریباً از ۳۰۰۰ سال قبل از میلاد)، به دلیل انقلاب نوسنگی، جمعیت جهان از قبل به‌طور قابل توجهی افزایش یافت که یک پیشرفت کامل در آن دوران به حساب می‌آمد. طبق برآوردهای HYDE از هلند، در این دوره جمعیت جهان به‌طور تصاعدی افزایش یافته است.
در ۱۰ هزار سال قبل از میلاد در پیش از تاریخ، جمعیت جهان ۲ میلیون نفر بوده و در ۳۰۰۰ سال قبل از میلاد به ۴۵ میلیون نفر رسیده است. با ظهور عصر آهن در ۱۰۰۰ سال قبل از میلاد، جمعیت به ۷۲ میلیون نفر افزایش یافت. تصور می‌شود که در پایان دوره در سال ۵۰۰ میلادی، جمعیت جهان ۲۰۹ میلیون نفر باشد. طی ۳۵۰۰ سال، جمعیت جهان ۱۰۰ برابر افزایش یافت.

## مطالعه
مورخان برای دستیابی به درک بهتر دنیای باستان دو راه اصلی دارند: باستان‌شناسی و مطالعه متون اصلی به جا مانده. منابع اولیه، نزدیکترین منابع به منبع اطلاعات یا ایده مورد مطالعه هستند. منابع اولیه از منابع ثانویه متمایز شده‌اند که غالباً منابع اولیه را ذکر می‌کنند، دربارهٔ آنها نظر می‌گذارند یا از آنها استفاده می‌کنند. منابع ثانویه به‌طور مثال مورخانی هستند که بعدها دربارهٔ گذشته نوشته و به آنها استناد کرده‌اند.

### باستان‌شناسی
باستان‌شناسی کاوش و بررسی مصنوعات بر جای مانده در تلاش برای تفسیر و بازسازی رفتار گذشته انسان است.
باستان شناسان در ویرانه‌های شهرهای باستان کاوش می‌کنند و به دنبال سرنخی از نحوه زندگی مردم آن دوره هستند.
برخی از یافته‌های مهم باستان شناسان که تاریخ باستان را مطالعه می‌کنند عبارتند از:
- اهرام مصر:[۱۸] مقبره‌های عظیم الجثه ساخته شده توسط مصریان باستان در حدود ۲۶۰۰ سال قبل از میلاد به عنوان آخرین آرامگاه پادشاهی آنها.
- مطالعه شهرهای باستانی هاراپا (پاکستان)،[۱۹]موهنجو دارو (پاکستان) و لوتال[۲۰] در هند
- شهر پمپئی در ایتالیا:[۲۱] یک شهر باستانی رومی است که با فوران کوه وزوویوس در سال ۷۹ میلادی مدفون شده است. وضعیت حفاظت از آن چنان وسیع و گسترده است که دریچه ارزشمندی به فرهنگ روم را باز کرده و از فرهنگ اتروسک‌ها و سامنیت‌ها بینشی جامع فراهم می‌کند.[۲۲]
- ارتش تراکوتا(ارتش سفالی):[۲۳] آرامگاه نخستین امپراتور شین در چین باستان.
- کشف کنوسوس توسط مینوس کالوکاییرینوس و سر آرتور ایوانز.
- کشف تروا توسط هاینریش شلیمان.

#### جدول زمانی تاریخ باستان
این جدول زمانی ذکر شده، از ۳۳۰۰ سال قبل از میلاد تا ۶۰۰ بعد از میلاد را توصیف می‌کند که مروری بر تاریخ باستان دارد.

#### متن منبع
بیشتر آنچه که از جهان باستان شناخته می‌شود از روایت مورخان خود دوران باستان ناشی می‌شود. اگرچه در نظر گرفتن تعصب هر نویسنده باستانی مهم است، اما شرح آنها مبنای درک ما از گذشته باستان است. برخی از مشهورترین نویسندگان باستان عبارتند از: هرودوت، توکیدیدس، آرین، پلوتارک، پولیبیوس، سیما کیان، سالوست، لیوی، ژوزفوس، سوتونیوس و تاکیتوس.
یک مشکل اساسی در مطالعه تاریخ باستان این است که تاریخ‌های ثبت شده نمی‌توانند تمام وقایع بشری را ثبت کنند و فقط بخشی از این اسناد تا به امروز باقی مانده‌اند. علاوه بر این، قابلیت اطمینان اطلاعات به دست آمده از این سوابق بازمانده باید در نظر گرفته شود.
در دوران‌های گذشته تعداد کمی از افراد توانایی نوشتن تاریخ را داشتند، زیرا سواد تقریباً در هیچ فرهنگی تا مدتها پس از پایان تاریخ باستان گسترش نیافته بود. نخستین اندیشه منظم و تاریخ منظوم در یونان باستان ظهور کرد، و از هرودوت هالیکارناسوس (۴۸۴ - حدود ۴۲۵ قبل از میلاد) آغاز گردید. توسیدید در گزارش خود از جنگ بین آتن و اسپارت، علیت الهی را تا حد زیادی از بین برد، ایجاد یک عنصر خردگرا و عقل گرایانه که مقدمه ای برای نوشته‌های بعدی غربی است. وی همچنین نخستین کسی بود که بین علت و منشأ فوری یک واقعه تفاوت قائل شد.
در جهان غرب، امپراتوری روم فرهنگی باستانی بود که از میزان سواد نسبتاً بالایی برخوردار بود اما بسیاری از آثار مورخان پر مخاطب آن از بین رفته است.

## گاهشماری

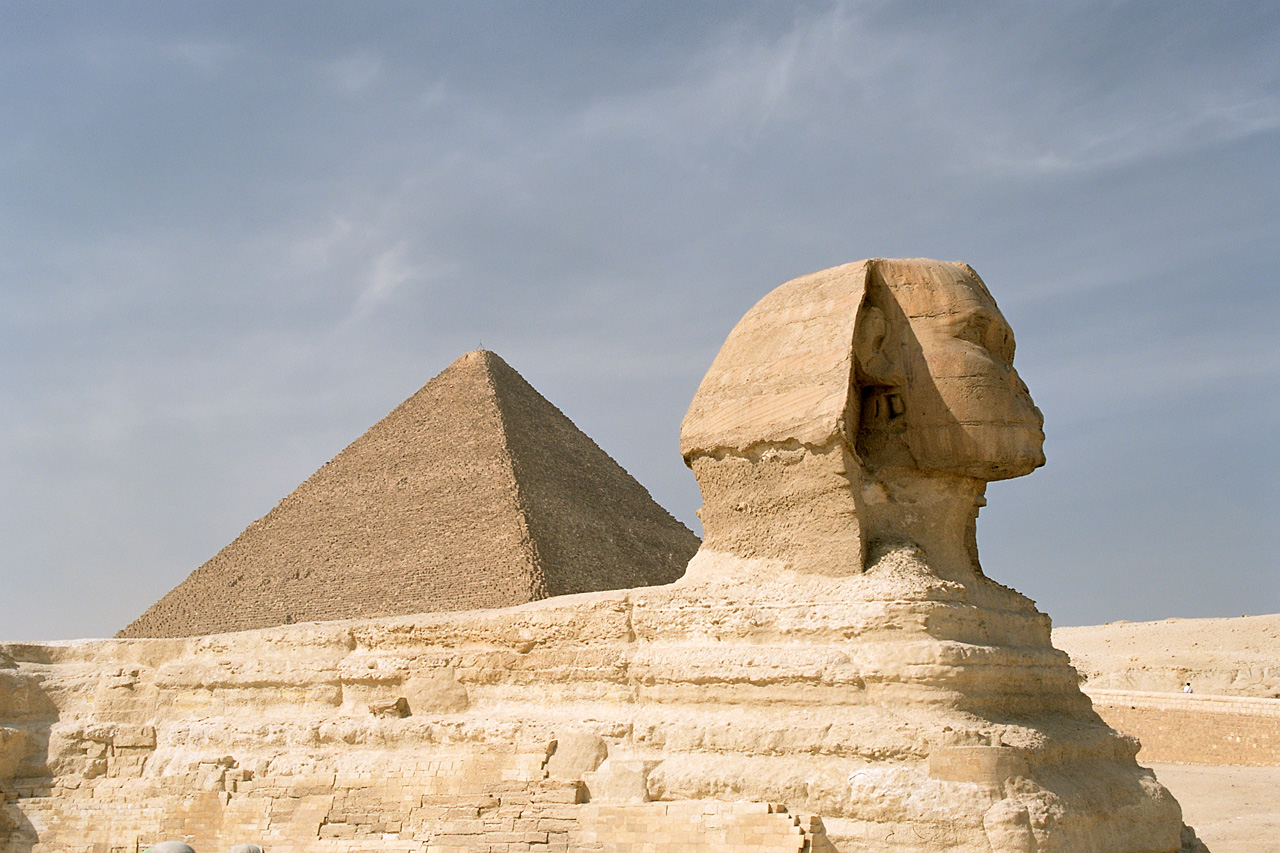
نمایی از ابوالهول و هرم بزرگ جیزه در مصر؛ هرم خوفو یا هرم بزرگ جیزه تنها بازمانده از شگفتی‌های هفتگانهٔ جهان باستان می‌باشد.

### پیشا تاریخ
ماقبل تاریخ یا پیشا تاریخ به دوره قبل از تاریخ مکتوب گفته می‌شود. در پی مهاجرتهای اولیه بشر در عصر پارینه سنگی زیرین، انسان راست قامت یا انسان مدرن ۱٫۸ میلیون سال پیش در سراسر اوراسیا پخش شد. استفاده کنترل شده از آتش نخستین بار ۸۰۰۰۰۰ سال پیش در پارینه سنگی میانی رخ داده است.
۲۵۰٬۰۰۰ سال پیش، هومو ساپینس (انسان مدرن) در آفریقا ظهور کرد. ۶۰–۷۰٬۰۰۰ سال پیش، هومو ساپینس در یک مسیر ساحلی به جنوب و جنوب شرقی آسیا از آفریقا مهاجرت کرد و به استرالیا رسید. ۵۰٬۰۰۰ سال پیش، انسانهای مدرن از آسیا به خاور نزدیک باستان گسترش یافتند. انسان‌های مدرن ۴۰٬۰۰۰ سال پیش برای نخستین بار به اروپا رسیدند. انسانها حدود ۱۵۰۰۰ سال پیش در پارینه سنگی بالا به قاره آمریکا مهاجرت کردند.
هزاره دهم قبل از میلاد نخستین تاریخی است که برای اختراع کشاورزی و آغاز دوران باستان داده شده است.
گوبکلی تپه (Göbekli Tepe) توسط شکارچیان جمع‌آوری کننده در هزاره دهم قبل از میلاد (حدود ۱۱٫۵۰۰ سال پیش)، برپا شده است.
همراه با برپایی اردوگاه نوالی چوری (Nevalı Çori)، انقلابی در درک نو سنگی اوراسیا ایجاد شده است.
در هزاره ۷ قبل از میلاد، فرهنگ جیاو (Jiahu) در چین آغاز شد. در هزاره پنجم قبل از میلاد، تمدن‌های اواخر نوسنگی شاهد اختراع چرخ و گسترش پیش نویسی بودند.

در هزاره چهارم پیش از میلاد، فرهنگ فرهنگ کیوکوتنی (Cucuteni-Trypillian) در منطقه اوکراین، مولداوی-رومانی گسترش می‌یابد. تا سال ۳۴۰۰ قبل از میلاد، خط میخی «با سواد اولیه» در خاورمیانه گسترش یافته است. قرن ۳۰ قبل از میلاد که از آن به عنوان عصر اوایل مفرغ یاد می‌شود، آغاز دوره باسوادی در بین‌النهرین و مصر باستان است. در حدود قرن 27th قبل از میلاد، پادشاهی کهن مصر و نخستین سلسله اوروک، با توجه به نخستین دوره‌های فراعنه قانونی با مدارک قابل اعتماد تأسیس شدند. به عنوان مثال، لیوی، مورخ رومی که در قرن اول پیش از میلاد می‌زیسته است، تاریخ رم را بنام Ab Urbe Condita (از تأسیس شهر) در ۱۴۴ جلد نوشت. فقط ۳۵ جلد از آن باقی مانده است، اگرچه خلاصه‌های کوتاه بیشتر موارد دیگر نیز باقی مانده است. در حقیقت، از معدودی از کارهای مورخ بزرگ رومی بیش از اقلیتی باقی نمانده است.

ایران – تمدن ایلام
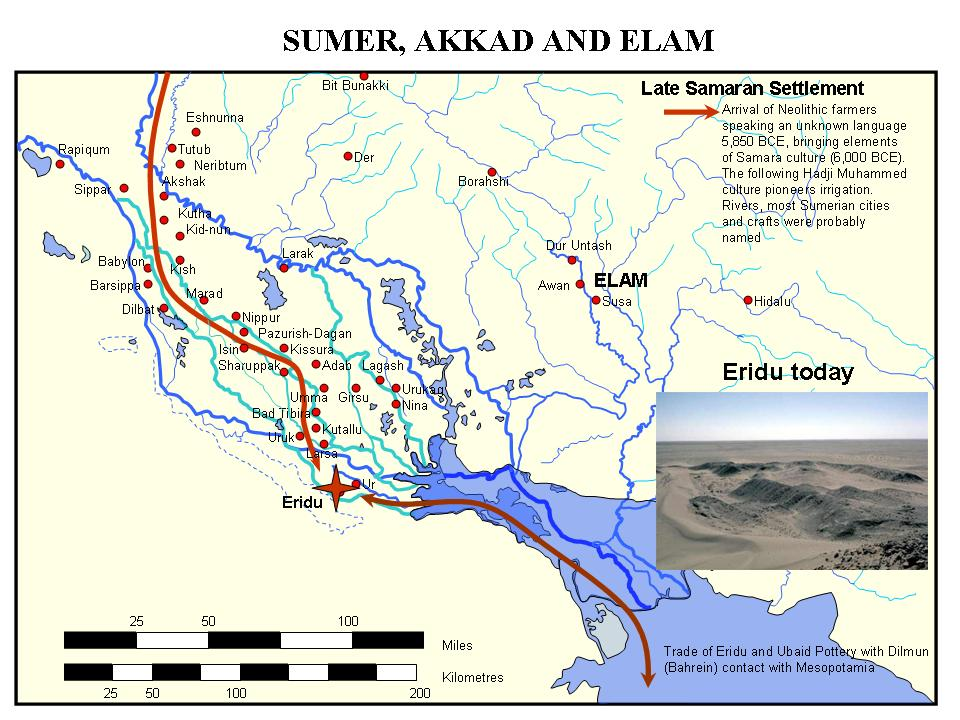
میان رودان– سومر
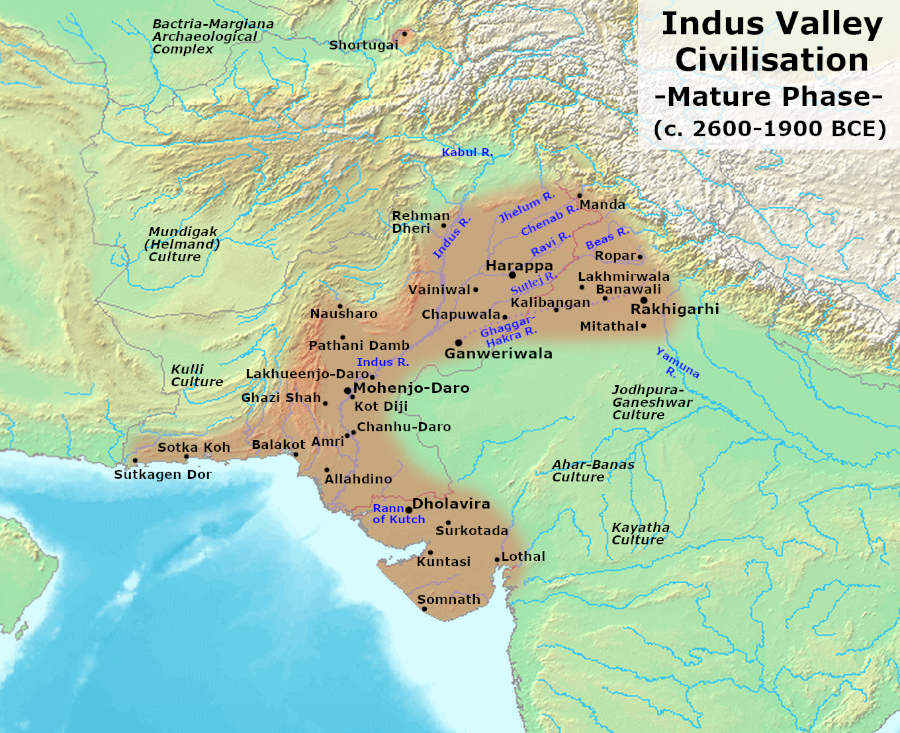
هندوستان – تمدن دره سند
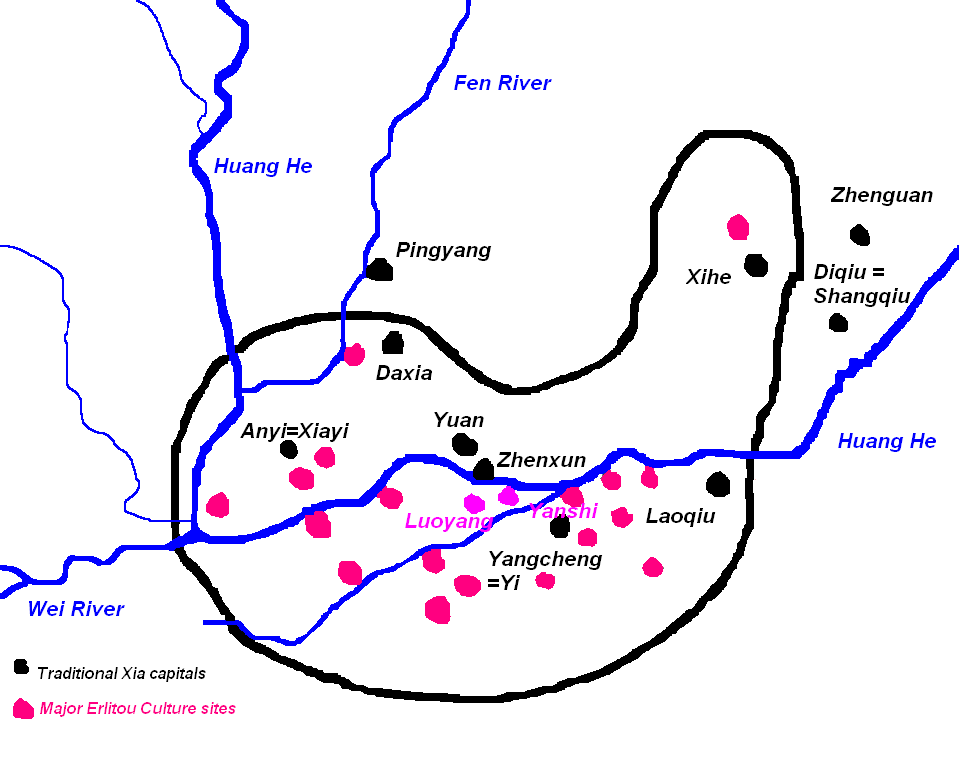
چین –فرهنگ ارلیتو Erlitou
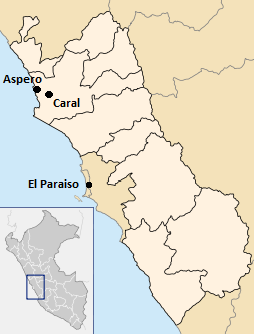
تمدن نورته چیکو - آندین
آمریکای میانه – اولمک

عصر برنز بخشی از تقسیم‌بندی سه‌گانه اعصار را تشکیل می‌دهد. این عصر از عصر نوسنگی در برخی مناطق جهان پیروی می‌کند. در بیشتر مناطق تمدن ذوب برنز پایه ای برای جوامع پیشرفته تر شد. با جوامع دنیای جدید که اغلب هنوز هم سنگ را به اهداف منفعت طلبانه ترجیح می‌دهند سنگ و فلز وجود دارد. مورخان مدرن پنج تمدن اصلی را که در دوره زمانی ظهور کرده‌اند، شناسایی کرده‌اند که در نگاره فوق نشان داده شده است.
نخستین تمدن در سومر در منطقه جنوبی بین‌النهرین که اکنون بخشی از عراق امروزی است ظهور کرد. تا ۳۰۰۰ سال قبل از میلاد، شهرهای ایالت سومری به‌طور جمعی تمدنی را تشکیل داده‌اند که با حکومت، دین، تقسیم کار و نوشتن اداره می‌شد. در میان شهرستانها شهر اور مهم‌ترین شهرها بود.
در قرن ۲۴ قبل از میلاد، امپراتوری آکدیان در بین‌النهرین تأسیس شد. از سومر، تمدن ذوب مفرغ به غرب، ابتدا به مصر، مینوسی‌ها و هیتی‌ها گسترش یافت.
نخستین دوره میانی مصر در قرن ۲۲ قبل از میلاد به دنبال پادشاهی میانه مصر بین قرن ۲۱ تا ۱۷ قبل از میلاد فرا رسید. رنسانس سومری همچنین در قرن ۲۱ قبل از میلاد در اور به وقوع پیوست. می‌توان نتیجه‌گیری کرد حدود قرن هجدهم قبل از میلاد، دوره دوم میانه مصر آغاز شده باشد. مصر در آن زمان یک ابرقدرت بود. تا سال ۱۶۰۰ قبل از میلاد، یونان میسنی توسعه یافته و به بقایای تمدن مینوسی حمله کرد. آثار تسلط هیتی‌ها بر منطقه مدیترانه شرقی نیز در دهه ۱۶۰۰ قبل از میلاد دیده می‌شود. زمان قرن‌های شانزدهم تا یازدهم قبل از میلاد در اطراف نیل پادشاهی جدید مصر نامیده می‌شود. در خلال سالهای ۱۵۵۰ قبل از میلاد و ۱۲۹۲ قبل از میلاد، دوره آمارنا در مصر توسعه یافت.
در شرق سرزمین ایران، تمدن دره رودخانه سند وجود داشت که شهرها را بر اساس الگوهای شبکه ای منظم سازمان می‌دادند.
اگرچه از رونق تمدن « «دره رودخانه سند»» پس از ۱۹۰۰ سال قبل از میلاد کاهش یافته و بعداً با اقوام هندو و آریایی جایگزین شدند که فرهنگ ودایی را پایه‌گذاری کردند.
آغاز سلسله شانگ در این دوره در چین ظهور کرد و شواهدی از سیستم نوشتاری کاملاً توسعه یافته چینی موجود است. سلسله شانگ نخستین رژیم چینی است که توسط دانشمندان غربی به رسمیت شناخته شده است، اگرچه مورخان چینی اصرار دارند که سلسله شیا پیش از آن بوده است. سلسله شانگ برای انجام پروژه‌های عمومی از مردم برای کار اجباری استفاده می‌کرد. شواهدی از دفن گسترده آیینی وجود دارد.
در آن سوی اقیانوس‌ها، نخستین تمدن شناخته شده قاره آمریکا در دره‌های رودخانه ساحل کویر مرکز امروزی پرو ظاهر شد. نخستین شهر تمدن نورت چیکو در حدود ۳۱۰۰ سال قبل از میلاد رونق گرفت. اولمک‌ها بعداً در قرن ۱۴ تا ۱۳ در آمریکای میانه ظاهر شدند.

### اوایل عصر آهن
عصر آهن آخرین دوره اصلی در تقسیم‌بندی سه‌گانه اعصار است که پس از «عصر برنز» قرار دارد. تاریخ و زمینه آن بسته به کشور یا منطقه جغرافیایی متفاوت است.
عصر آهن بیش از همه با ذوب رایج آهن با متالورژی آهنی و استفاده از فولاد کربن مشخص می‌شود. آهن ذوب شده دوام بیشتری نسبت به فلزات قبلی مانند مس یا برنز داشته و جوامع بهره‌وری بیشتری از این فلز می‌بردند. عصر آهن در دوره‌های مختلف در مناطق مختلف جهان اتفاق افتاد و وقتی جامعه ای شروع به نگهداری سوابق تاریخی می‌کرد، به پایان می‌رسید.

نقشه مدیترانه اواخر عصر مفرغ، پ. ۱۲۰۰ سال قبل از میلاد

در طی قرن‌های ۱۳ تا ۱۲ قبل از میلاد، عصر رامسس در مصر اتفاق افتاد. در حدود ۱۲۰۰ سال قبل از میلاد، تصور می‌شود که جنگ تروآ رخ داده باشد.
در حدود سال ۱۱۸۰ قبل از میلاد، تجزیه امپراتوری هیتی به جریان افتاد. فروپاشی هیتی‌ها بخشی بزرگ از مقیاس فروپاشی عصر برنز بود که در خاور نزدیک باستان که در حدود ۱۲۰۰ سال قبل از میلاد اتفاق افتاد. در یونان رژیم‌های میسنی و مینوسی هر دو از هم پاشیدند. موجی از مردمان دریا (مردم مهاجر اطراف مدیترانه) به بسیاری از کشورها حمله کردند که در طی این حملات فقط مصر سالم باقی ماند. پس از آن تمدنهای کاملاً جدیدی در مدیترانه شرقی بوجود آمد.
در سال ۱۰۴۶ قبل از میلاد، نیروهای ژو به رهبری پادشاه وو از ژو آخرین پادشاه سلسله شانگ را سرنگون کردند. سلسله ژو اندکی بعد در چین تأسیس شد. در طول دوره ژو جامعه ای فئودالی در چین پیدیدار گشت. سپس عصر آهن چین در دوره ای از عصر کشورهای متخاصم منحل شد که در این دوره احتمال می‌رود میلیون‌ها سرباز بر سر مبارزات فئودالی با یکدیگر جنگیده باشند.
پیراک مکانی اولیه در عصر آهن در بلوچستان، پاکستان است و به حدود ۱۲۰۰ سال قبل از میلاد مسیح بازمی‌گردد. اعتقاد بر این است که این دوره آغاز عصر آهن در شبه قاره هند است.
تقریباً در همان زمان وداها، همراه با قدیمی‌ترین متون مقدس برای آیین هندو پا به عرصه گذاشتند.
در سال ۱۰۰۰ قبل از میلاد، پادشاهی مانایی (منائیان) در آسیای غربی تشکیل شد. حدود قرن ۱۰ تا ۷ قبل از میلاد، امپراتوری آشوری نو در میان رودان توسعه یافت.
در سال ۸۰۰ سال قبل از میلاد، دولت شهرهای یونان پدید آمدند و همچنین در سال ۷۷۶ قبل از میلاد، نخستین بازی‌های المپیک ثبت شده برگزار شد. بر خلاف فرهنگ‌های همسایه، ایالت‌های یونان به یک امپراتوری نظامی گرا تبدیل نشدند بلکه به عنوان پولیس‌های جداگانه با یکدیگر به رقابت پرداختند.

### عصر محوری
معمولاً تصور می‌شود که عصر آهن قبلی در حدود ۵۵۰ سال قبل از میلاد به دلیل ظهور تاریخ‌نویسی (ثبت تاریخی) در خاورمیانه به پایان رسیده است.
عصر محوری برای توصیف تاریخ بین ۸۰۰ تا ۲۰۰ سال قبل از میلاد مسیح اوراسیا، از جمله یونان باستان، ایران، هند و چین استفاده‌می‌شود. تجارت و ارتباط گسترده بین مناطق متمایز در این دوره گسترش یافت، از جمله ظهور جاده ابریشم. این دوره شاهد ظهور فلسفه و تبلیغ مجدد و وسیع ادیان بود. درصد تولید فلسفه، دین و علم و مکتب فکری آنچنان بالا تولید متفکرانی چون کنفوسیوس، لائو تزو و در هند با ظهور آمد بودیسم، در خاور نزدیک با آیین زرتشت و یهودیت و در غرب فلسفه یونان باستان پدیدار شد. در این تحولات چهره‌های دینی و فلسفی همه در جستجوی معنای انسانی بودند. عصر محوری و پیامدهای آن شاهد جنگ‌های بزرگ و تشکیل امپراتوری‌های بزرگی بود که فراتر از محدوده جوامع قبلی عصر آهن بودند که سرآمد همه آنها امپراطوری هخامنشی بود قلمرو وسیع امپراتوری از غرب به مصر امروزی و از شرق تا سین کیانگ گسترش یافته‌بود. میراث این امپراتوری شامل افزایش تجارت به طریق مسیرهای زمینی از راه اوراسیا و همچنین گسترش فرهنگ پارسی از طریق خاورمیانه است. جاده سلطنتی اجازه تجارت و مالیات کارآمد را داد. اگرچه اسکندر بزرگ مقدونی امپراتوری هخامنشی را به‌طور کامل فتح کرد، اما وحدت فتوحات اسکندر پس از مرگ او دوام نیاورد. فرهنگ و فن آوری یونان در آسیای غربی و جنوبی گسترش یافت و اغلب با فرهنگ‌های محلی ترکیب شد.

### برآمدن و فروپاشی امپراتوری‌ها
پادشاهی‌ها و دولت شهرهای نا متحد یونان، مصر و آسیای صغیر مانند دولت‌های به جا مانده از امپراطوری پارسی، تجارت و ارتباطات را گسترش دادند.
با توسعه دودمان هان به سمت غرب، جاده ابریشم به عنوان یک سری از مسیرها امکان مبادله کالا بین حوزه مدیترانه، آسیای جنوبی و آسیای شرقی را فراهم کرد. در جنوب آسیا،
امپراتوری مائوریا مدت کوتاهی قسمت زیادی از شبه قاره هند را کنترل کرد، و میراث سلطنت آن گسترش آیین بودا و الهام بخشیدن به حکومت‌های بعدی هند را بود.
جانشین پادشاهی‌های یونان جنگ زده در جهان غرب، جمهوری روم در حال رشد و در شرق امپراتوری پارتی ایران بود. در نتیجه شکل‌گیری امپراطوری‌ها، شهرنشینی و سواد گسترش می‌یافت که قبلاً در حاشیه اولویت تمدن‌ها بود. با آغاز هزاره اول میلادی، دولت‌های پیشرفته تر استقلال اقوام قبیله ای و پادشاهی‌های کوچکتر را به خطر انداختند. امپراتوری‌ها نه تنها از نظر وسعت سرزمینی بلکه از نظر اداره و اشاعه فرهنگ و تجارت قابل توجه بودند، از این طریق نفوذ امپراتوری‌ها اغلب فراتر از مرزهای ملی آنها بود. مسیرهای تجاری از طریق خشکی و دریا گسترش یافته و امکان جابجایی کالا بین مناطق دوردست را حتی در صورت عدم ارتباط فراهم کرد. ملل دور مانند امپراطوری روم و سلسله هان چین به ندرت با یکدیگر ارتباط برقرار می‌کردند، اما تجارت کالاها اتفاق می‌افتاد که توسط اکتشافات باستان‌شناسی مانند سکه‌های رومی در ویتنام مشهود است. در این زمان بیشتر جمعیت جهان فقط در قسمت کوچکی از سطح زمین ساکن بودند. در خارج از تمدن مناطق جغرافیایی وسیعی مانند سیبری، جنوب صحرای آفریقا و استرالیا دارای جمعیت کم بودند. دنیای جدید میزبان تمدن‌های مختلف جداگانه بود اما شبکه‌های تجاری آن به دلیل کمبود حیوانات راننده و چرخ کوچکتر بود. امپراتوری‌ها با قدرت نظامی عظیم خود در برابر جنگ‌های داخلی، انحطاط اقتصادی و تغییر فضای سیاسی در سطح بین‌المللی، شکننده بودند. در سال ۲۲۰ میلادی هان‌چین در حالی که امپراتوری روم اروپا از بحران قرن سوم رنج می‌برد، سقوط کرد و به ایالات متخاصم تجزیه گشت.
در سرزمین ایران تغییر رژیم از امپراتوری پارتیزان و غیر متمرکز اشکانی به امپراتوری متمرکزتر ساسانی صورت گرفت. جاده ابریشم مستقر در سرزمین همچنان به سوددهی خود ادامه می‌داد اما به‌طور مداوم توسط عشایر در مرزهای شمالی کشورهای اوراسیا مورد حمله قرار می‌گرفت. مسیرهای دریایی ایمن‌تر از اولویت‌های قرون اولیه میلادی شروع به توسعه می‌کردند.
ادیان بزرگ، با تبلیغ مجدد توسط امپراطوری‌ها در بسیاری از مناطق جایگزین پاگانیسم و ادیان بومی شد. مسیحیت در امپراتوری روم طرفداران زیادی پیدا کرد، آیین زرتشت به دین و مذهب سراسری ایران انتخاب شد و بودیسم از آسیای جنوبی به آسیای شرقی گسترش یافت. تغییرات اجتماعی، تحول سیاسی و همچنین رویدادهای اکولوژیکی تقریباً در حدود سال ۵۰۰ به پایان دوران باستان و آغاز دوره پست کلاسیک در اوراسیا کمک کردند.

## تحولات

### دین و فلسفه
ظهور تمدن در راستای حمایت مالی نهادی و انجمنی از اعتقاد به خدایان، نیروهای ماوراءالطبیعه و زندگی پس از مرگ بود. در طول عصر برنز، بسیاری از تمدنها شکل خاص خود را در پاگانیسم به کار بردند. معمولاً خدایان پاگان، شخصیت، نقاط قوت و شکست انسان را بروز می‌دهند. در اوایل دین و خدایان را اغلب بر اساس مکان، شهرها یا کل کشورها انتخاب می‌کردند که به آنها نسبت به رقبای خود امتیازات و مزایایی را اختصاص می‌دادند. پرستش کردن شامل ساختن معابد و پرستشگاه برای و اعطای هدیه و قربانی بود. قربانی می‌توانست کالاهای مادی، غذا یا در موارد شدید قربانی انسان باشد تا خدای را خشنود کند. فلسفه‌ها و آیین‌های جدیدی هم در شرق و هم در غرب بوجود آمد، خصوصاً در حدود قرن ۶ قبل از میلاد. با گذشت زمان، طیف وسیعی از آیین‌ها در سراسر جهان گسترش یافت، از جمله نخستین آیین‌های بزرگ مذهب هندوئیسم (حدود ۲۰۰۰ سال قبل از میلاد)، بودیسم (قرن ۵ قبل از میلاد) و جائینیسم (قرن ۶ قبل از میلاد) در هند و آیین زرتشت در ایران بود. ادیان ابراهیمی ریشه خود را در یهودیت، حدود ۱۷۰۰ سال قبل از میلاد مسیح می‌دانند.
فلسفه هند باستان تلفیقی از دو سنت باستانی است: سنت سرامانا و سنت ودایی. فلسفه هند با وداها آغاز می‌شود، جایی که سوالات مربوط به قوانین طبیعت، پیدایش جهان و جایگاه انسان در آن پرسیده می‌شود. جینیسم و بودیسم ادامه مکتب فکری سرامانا هستند.
سراماناها دیدگاه جهانی بدبینانه ای نسبت به سامسارای پر از رنج پرورش داده و از انصراف و ریاضت‌ها دفاع می‌کردند. آنها بر مفاهیم فلسفی مانند آهیمسا، کارما، جنانا، سامسارا و موکسا تأکید کردند. در حالی که روابط باستانی بین وداهای هند و اوستای ایرانی وجود دارد، دو خانواده اصلی سنتهای فلسفی هند و ایرانی با تفاوتهای اساسی در پیامدهای آنها بر موقعیت انسان در جامعه و دیدگاه آنها در مورد نقش انسان در کائنات بوجود آمدند. در شرق، سه مکتب فکری که تا امروز بر تفکر چینی مسلط شده‌اند: تائوئیسم، قانون گرایی و کنفوسیوس بود.
سنت کنفوسیوس بر این بود که به واسطه آن به سلطه ای دست پیدا می‌کرد که به دنبال اخلاق سیاسی نه به قانون، بلکه برای قدرت و الگوی سنت بود. کنفوسیوس گرایی بعداً به شبه جزیره کره و گوگوریو و سپس به سمت ژاپن گسترش یافت.
در غرب ، سنت فلسفی یونان، که توسط سقراط، افلاطون و ارسطو نشان داده می‌شد، در قرن ۴ قبل از میلاد با فتوحات اسکندر سوم مقدونی، معروف به اسکندر بزرگ، در سراسر اروپا و خاورمیانه پخش شد. پس از شکل‌گیری آیین‌های عصر برنز و عصر آهن، ظهور و گسترش مسیحیت در جهان روم پایان فلسفه هلنیستی را رقم زد و فلسفه قرون وسطایی را آغاز کرد.

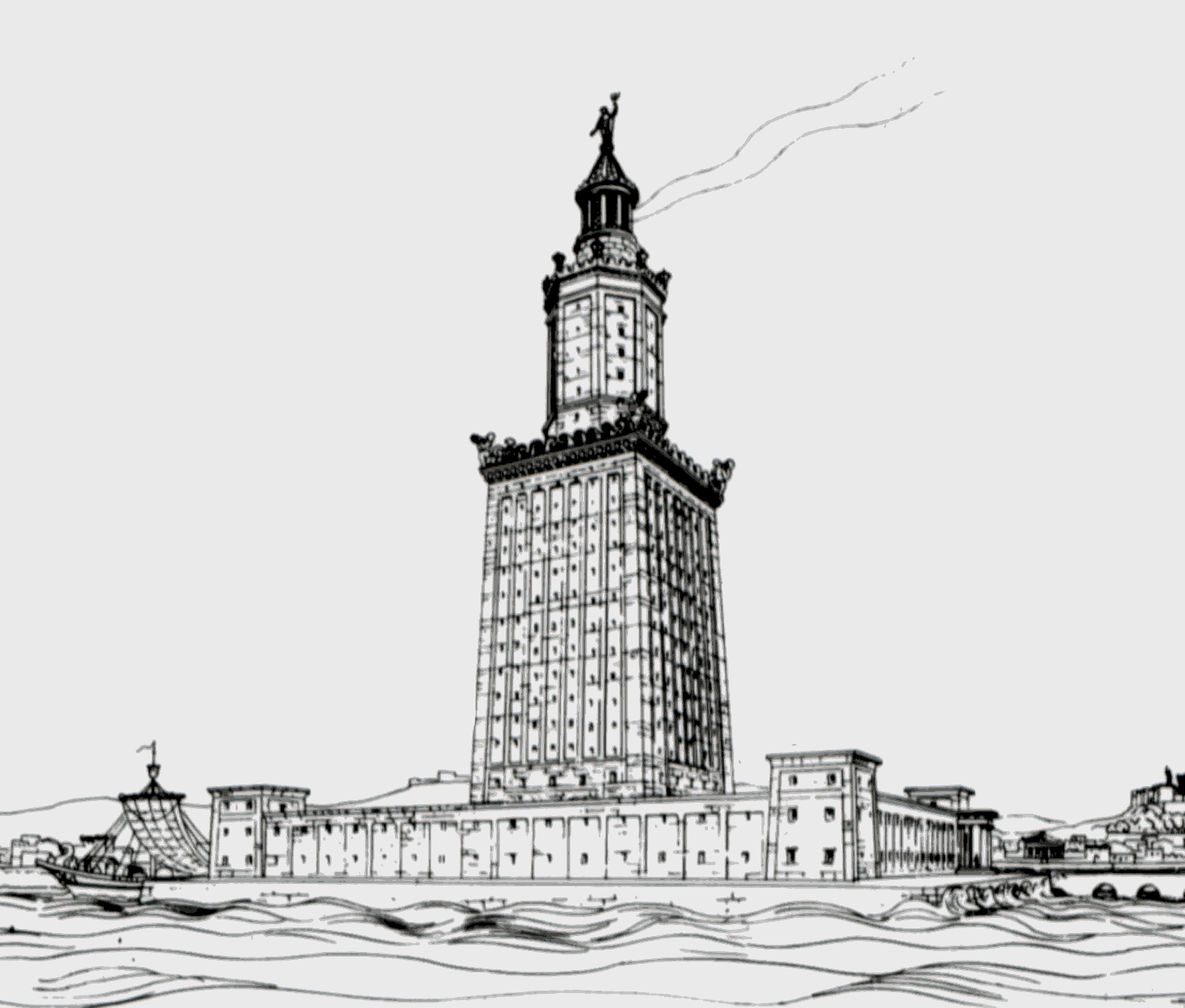
برج فانوس اسکندریه در مصر باستان

### علم و فناوری
در تاریخ فن آوری و علوم باستان در راستای رشد تمدن‌های باستان، پیشرفت‌های فن آوری ملموسی در زمینه مهندسی تولید شده است. این پیشرفت‌ها سایر جوامع را به اتخاذ شیوه‌های جدید زندگی و اداره ملزم می‌کرد. گاهی اوقات نیز توسعه فناوری توسط دولت حمایت می‌شد. ویژگی‌های فن آوری مصر باستان با مجموعه ای از آثار و آداب و رسوم نشان داده می‌شود که برای هزاران سال ادامه داشته است. مصریان بسیاری از ماشین آلات اساسی مانند رمپ (سطح شیب دار) و اهرم را برای کمک به فرایندهای ساخت اختراع و استفاده کردند. مصریان همچنین نقش مهمی در توسعه فناوری دریایی مدیترانه از جمله کشتی‌ها و فانوس دریایی داشتند.
قنات‌های مدیریت آب که احتمالاً در اوایل هزاره اول قبل از میلاد در فلات ایران و احتمالاً در شبه جزیره عربستان پدید آمده‌اند، از آنجا به آرامی به سمت غرب و شرق گسترش یافتند.
تاریخ علم و فناوری در هند به دوران باستان برمی گردد. تمدن دره سند شواهدی از هیدروگرافی، و جمع‌آوری و دفع فاضلاب توسط ساکنان آن ارائه می‌دهد. از جمله زمینه‌های علم و فناوری که در هند دنبال می‌شود، متالورژی، نجوم، ریاضیات و آیورودا بود.
برخی از اختراعات باستانی شامل جراحی پلاستیک، جراحی آب مروارید، سیستم اعداد هندو-عربی و فولاد ووتز است. تاریخ علم و فناوری در چین پیشرفتهای چشمگیری در علم، فناوری، ریاضیات و نجوم نشان می‌دهد.
نخستین مشاهدات ثبت شده از ستاره‌های دنباله دار و ابرنواختر در چین انجام شده. طب سنتی چینی، طب سوزنی و داروهای گیاهی نیز برای نخستین بار در تاریخ باستان استفاده‌می‌شد.
فن آوری یونان باستان در طی قرن ۵ قبل از میلاد با سرعت بی‌سابقه ای گسترش یافت و تا دوره روم و حتی بعد از آن ادامه یافت. اختراعاتی که به یونانیان باستان از جمله چرخ دنده، پیچ، تکنیک‌های ریخته‌گری برنز، ساعت آب، اندام آبی، منجنیق پیچشی و استفاده از بخار برای کارکردن برخی از ماشین آلات و اسباب بازی‌های تجربی اعتبار دارند.
بسیاری از این اختراعات در اواخر دوره یونان رخ داده است، که اغلب از نیاز به بهبود سلاح‌ها و تاکتیک‌ها در جنگ الهام گرفته شده است. فناوری رومی عملی مهندسی است که از تمدن روم پشتیبانی می‌کرد و گسترش تجارت رومی و نظامیان رومی را طی تقریباً هزار سال امکان‌پذیر ساخت.
امپراتوری روم پیشرفته‌ترین مجموعه فن آوری زمان خود را در اختیار داشت که ممکن است برخی از آنها در دوران آشفته اواخر دوران باستان و اوایل قرون وسطی از بین رفته باشند. شاهکارهای فن آوری رومی در مناطق مختلف، مانند مهندسی عمران، مصالح ساختمانی، فناوری حمل و نقل و برخی اختراعات مانند ماشین مکانیکی تا قرن نوزدهم بی نظیر بود.

### فعالیت دریایی
تاریخ پیمایش دریایی باستان از زمانی به‌طور جدی آغاز شد که مردان با قایق‌های تخته ای و کشتی‌های کنترل شده با بادبان که روی دکل آویزان بودند، مانند کشتی خوفو مصر باستان که از اواسط هزاره سوم قبل از میلاد به دریا می‌رفتند. به گفته هرودوت مورخ یونانی، نچو دوم لشکرکشی فنیقیان را به این کشور اعزام کرد که در مدت سه سال از دریای سرخ در اطراف آفریقا به دهانه رود نیل رسیدند. بسیاری از مورخان فعلی تمایل دارند که هرودوت را در این مورد باور داشته باشند، حتی اگر خود هرودوت در این باور نبود که فنیقی‌ها این عمل را انجام داده‌اند.
هانو یک کاوشگر مصری باستان بود (حدود ۲۷۵۰ سال قبل از میلاد مسیح) و او نخستین کاوشگری بود که از او اطلاعاتی در دست است. وی نخستین کاوش ثبت شده در تاریخ کاوش را انجام داد و گزارش خود را از مراحل کارش در سنگ نوشت. هانو در امتداد دریای سرخ به پونت سفر کرد و با کشتی به مناطق شرقی اتیوپی و سومالی رفت. وی با گنجینه‌های بزرگ، از جمله مرمره گرانبها، فلز و چوب، به مصر بازگشت.

### جنگ آوری و نبرد

یک جنگ‌افزار باستانی به نام بالیستا یا همان خرکمان

نبردهای باستان سلسله هماوردهایی بوده که از آغاز تاریخ ثبت شده تا پایان دوره باستان ادامه داشته است. در اروپا، پایان دوران باستان اغلب با سقوط رم در سال ۴۷۶ برابر می‌شود. در چین، همچنین می‌توان آن را پایان قرن ۵ دانست، با افزایش نقش سوارنظام برای مقابله با تهدید رو به رشد از طرف شمال.
تفاوت بین جنگ‌های ماقبل تاریخ و جنگ‌های باستانی در فناوری سازمان یافته جنگی است که در باستان استفاده شد. توسعه نخستین دولت شهرها و سپس امپراتوری‌ها باعث شد جنگ به طرز چشمگیری تغییر کند. از آغاز میانرودان، ایالات مازاد کشاورزی کافی را به وجود آوردند که باعث شد نخبگان و فرماندهان نظامی تمام وقت بتوانند ظهور کنند.
در حالی که بخش عمده ای از نیروهای نظامی هنوز کشاورز بودند، جامعه می‌توانست از کارزار آنها حمایت کند نه اینکه برای بخشی از سال در زمین کار کند؛ بنابراین، ارتشهای سازمان یافته برای نخستین بار در دوران باستان توسعه یافتند.
این ارتشهای جدید و همیشه آماده می‌توانند به دولتها کمک کنند تا از نظر ابعادی رشد کرده و به‌طور فزاینده ای متمرکز شوند و نخستین امپراطوری سومری‌ها که در میان‌رودان تشکیل شد. ارتشهای اولیه باستان در درجه اول از کمان و نیزه استفاده می‌کردند، همان اسلحه‌هایی که در دوران ماقبل تاریخ برای شکار تولید شده بودند. ارتش‌های اولیه در مصر و چین از الگوی مشابهی استفاده می‌کردند که از پیاده‌نظام توده ای و مجهز به کمان و نیزه استفاده می‌کردند.

### هنر و موسیقی
موسیقی باستان موسیقی است که در فرهنگهای باسواد توسعه یافته و جایگزین موسیقی پیش از تاریخ می‌شود. موسیقی باستان به سیستم‌های مختلف موسیقی اشاره دارد که در مناطق مختلف جغرافیایی مانند ایران، هند، چین، یونان، روم، مصر و بین‌النهرین ایجاد شده‌اند (نگاه کنید به موسیقی بین‌النهرین، موسیقی یونان باستان، موسیقی روم باستان، موسیقی ایران).
موسیقی باستان با توصیف آهنگ‌ها و مقیاس‌های اساسی شنیداری تعیین می‌شود و ممکن است از طریق سیستم‌های شفاهی یا کتبی منتقل شده باشد. هنرهای جهان باستان به انواع مختلفی از هنر که در فرهنگ جوامع باستان وجود داشته است، از جمله در چین باستان، مصر، یونان، هند، ایران، بین‌النهرین و روم اشاره دارد.

## تاریخ به تفکیک منطقه

### جنوب غربی آسیا (خاورمیانه)
خاور نزدیک باستان مهد تمدن‌های گذشته محسوب می‌شود. این نخستین مکانی بود که در طول سال کشاورزی فشرده انجام شد. نخستین سیستم نوشتاری منسجم در این ناحیه ایجاد گردید، چرخ سفالگر و سپس چرخ وسایل نقلیه و آسیاب نیز از اختراعات مردمان این ناحیه بود، نخستین دولت‌های متمرکز، قوانین و امپراتوری‌های قانون گرا، و همچنین ایجاد طبقه‌بندی اجتماعی، برده داری و جنگ سازمان یافته در خاورمیانه تشکیل شدند و پایه و اساس رشته‌های نجوم و ریاضیات در اینجا شکل گرفت.

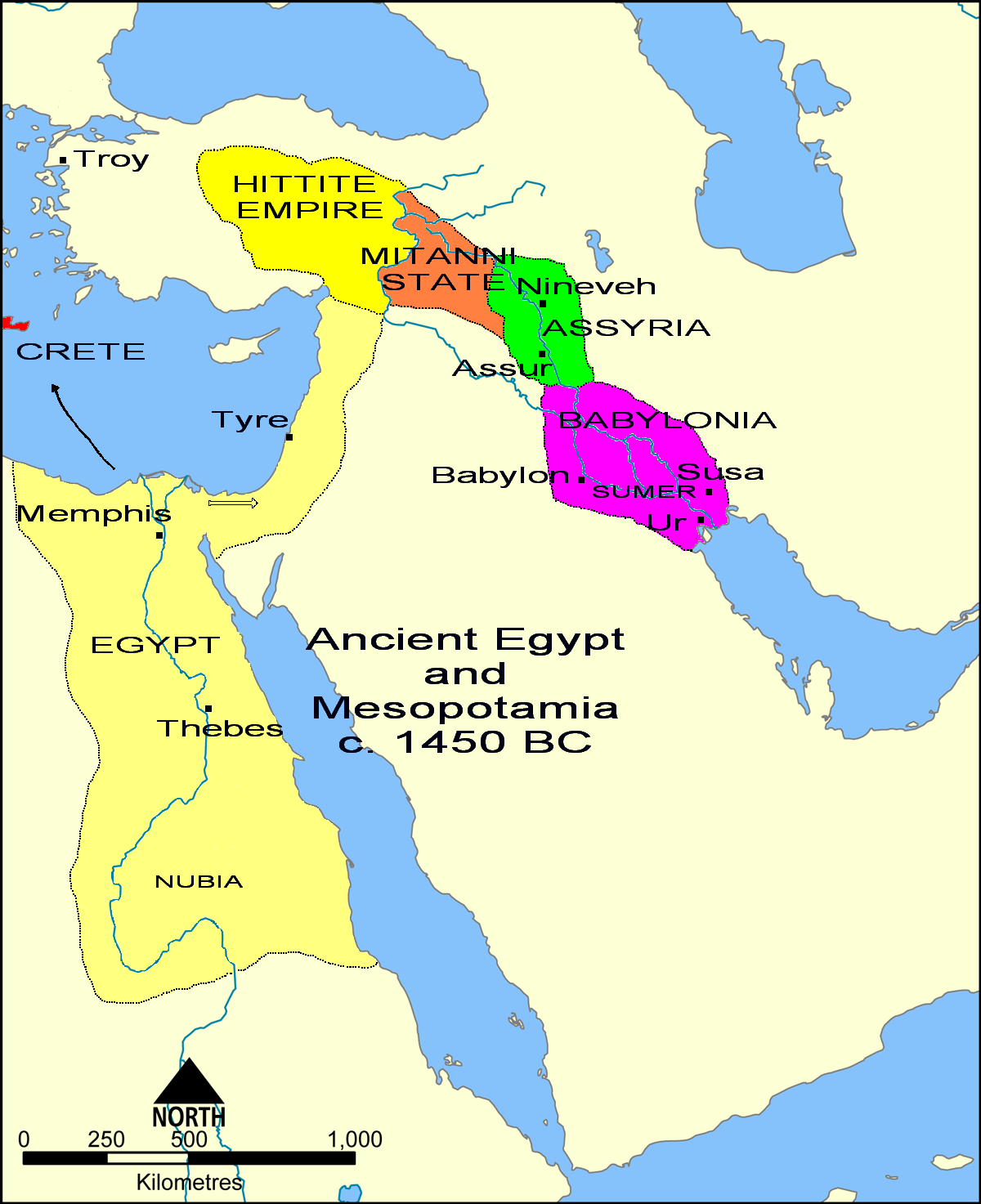
مروری بر نقشه خاور میانه در قرن پانزدهم قبل از میلاد نشان دهنده قلمرو اصلی آشوری با دو شهر بزرگ آن آشور و نینوا بین بابل پایین دست و ایالت‌های میتانی و هتی در بالادست قرار دارد.

#### میان‌رودان
بین‌النهرین محل شکل‌گیری نخستین تمدن‌های شناخته شده در جهان است. استقرار اولیه دشت آبرفتی از دوره عبید (اواخر هزاره ۶ قبل از میلاد) تا دوره اوروک (هزاره ۴ قبل از میلاد) و دوره‌های سلسله‌ها (هزاره ۳ قبل از میلاد) تا ظهور بابل در اوایل هزاره دوم قبل از میلاد ادامه داشت. مازاد مواد غذایی به سبب انبارداری ایجاد شده توسط این اقتصاد باعث شد که مردم به جای مهاجرت بعد از برداشت محصول، در یک مکان مستقر شوند. همچنین تراکم جمعیتی بسیار بیشتر امکان‌پذیر گردید و به نوبه خود نیاز به نیروی کار گسترده و تقسیم کار داشت. این سازمان به ضرورت ثبت سوابق و توسعه نگارش منجر شد (حدود ۳۵۰۰ سال قبل از میلاد).
تمدن بابل کشوری عموری در بین‌النهرین سفلی (جنوب عراق مدرن) بود که پایتخت آن شهر بابل بود. وقتی حمورابی (مطابق تقویم مختصر) حدود ۱۸۲۸–۱۷۲۸ قبل از میلاد مسیح (ع)، امپراطوری را از مناطق پادشاهی‌های سابق سومر و اکاد ایجاد کرد، بابل پدید آمد. بابل، که مردم عموری باستان سامی زبان بودند، زبان مکتوب اکدی را برای استفاده رسمی پذیرفت. آنها زبان سومری را نیز برای استفاده مذهبی حفظ کردند، که در آن زمان دیگر یک زبان گفتاری نبود. فرهنگهای آکدی و سومری نقش عمده ای در فرهنگ بعدی بابلی داشتند و این منطقه حتی تحت حاکمیت خارج نیز به عنوان یک مرکز مهم فرهنگی باقی می‌ماند. نخستین اشاره به شهر بابل را می‌توان در لوحی از دوران سلطنت سارگون آکاد یافت که مربوط به قرن ۲۳ قبل از میلاد است.
امپراتوری جدید بابل، یا کلده، از زمان شورش نابوپلاسار در سال ۶۲۶ قبل از میلاد تا یورش کوروش بزرگ در سال ۵۳۹ قبل از میلاد، تحت سلطه سلسله یازدهم ("کلدانی") بابل بود. قابل توجه است که این شامل دوران سلطنت بخت النصر دوم بود که پادشاهی یهودا و اورشلیم را فتح کرد.
شهر اکاد و منطقه اطراف آن در مرکز بین‌النهرین قرار داشت. اکاد همچنین پایتخت امپراتوری آکدیان شد.
این شهر احتمالاً در کرانه غربی رود فرات، بین سیپار و کیش (در عراق کنونی، حدود ۵۰ کیلومتری جنوب غربی مرکز بغداد) واقع شده بود. با وجود جستجوی گسترده، سایت دقیق هرگز پیدا نشده است. اکاد در پی فتوحات پادشاه سارگون از اکاد، بین قرن ۲۴ و ۲۲ قبل از میلاد به اوج قدرت خود رسید.
به دلیل سیاست‌های امپراتوری اکدی در مورد همسان سازی زبانی، آکاد نام خود را به گویش غالب سامی نیز نهاد: زبان اکدی، منعکس کننده استفاده از akkadû ("در زبان Akkad") در دوره بابل قدیم برای نشان دادن نسخه سامی از یک متن سومری.
آشور در اصل (در عصر برنز میانی) منطقه ای در دجله علیا بود که به دلیل پایتخت اصلی خود، شهر باستانی آشور نامگذاری شد. بعداً، بعنوان یک کشور و امپراطوری که توانست تمام هلال حاصلخیز، مصر و بیشتر آناتولی را تحت کنترل خود درآورد، اصطلاح "آشور " تقریباً به نیمه شمالی بین‌النهرین (نیمه جنوبی بابل) اشاره داشت، و پایتخت آن نینوا بود. . پادشاهان آشور پادشاهی بزرگی را در سه مقطع مختلف از تاریخ کنترل می‌کردند.
این پادشاهی‌ها، پادشاهی دوره‌های قدیمی (قرن ۲۰ تا ۱۵ قبل از میلاد)، میانه (قرن ۱۵ تا ۱۰ قبل از میلاد) و جدید آشوری (۹۱۱–۶۱۲ پیش از میلاد) نامیده می‌شوند که آخرین آنها مشهورترین و مستندترین آنها است. آشوری‌ها حفاری‌هایی را برای تضعیف دیوارهای شهر، دیوار شکن برای به زمین انداختن دروازه‌ها و همچنین مفهوم سپاهی از مهندسی، که رودخانه‌ها را با قلاب‌ها پل می‌کردند یا با پوست بادی برای سربازان لباس شنا فراهم می‌کردند، اختراع نمودند.
میتانی امپراطوری هندو ایرانی در شمال بین‌النهرین از حدود ۱۵۰۰ سال قبل از میلاد بود. در اوج قدرت میتانی، در طول قرن ۱۴ قبل از میلاد، این کشور مناطق جنوب شرقی ترکیه، شمال سوریه و شمال عراق را در بر می‌گرفت که مرکز آن واشوکانانی، پایتخت آن است و محل دقیق آن توسط باستان شناسان تعیین نشده است.

#### ایران

##### امپراتوری ایلام
ایلام نام تمدنی باستانی است که در جنوب غربی ایران امروزی واقع شده است. قدمت شواهد باستان‌شناسی مربوط به ایلام مربوط به قبل از -۷۰۰۰–۵۰۰۰ سال قبل از میلاد است. بنا بر سوابق مکتوب موجود، آشکار است که از حدود ۳۲۰۰ سال قبل از میلاد مسیح یکجانشینی در ایلام وجود داشته است - که آن را در زمره قدیمی‌ترین تمدن‌های تاریخی جهان قرار داده است - و تا سال ۵۳۹ قبل از میلاد دوام داشته است. فرهنگ آن نقش مهمی در امپراطوری گوتیان بازی کرد، به ویژه در دوره هخامنشیان جانشین آن گردید تقریباً در زمانی که زبان ایلامی در میان زبان‌های رسمی مورد استفاده قرار گرفت. دوره ایلامی نقطه آغاز تاریخ ایران محسوب می‌شود.

##### مادها
مادها نیز از دیگر اقوام باستان ایرانی بودند. آنها امپراطوری خود را تا قرن ۶ قبل از میلاد تأسیس کرده بودند، و امپراتوری جدید آشور را با کلدانی‌ها شکست داده بودند. بعداً آنها اورارتو را نیز سرنگون کردند. بنیان گزاری نخستین امپراطوری در فلات ایران را مادها به نام خود ثبت کرده‌اند، بزرگ‌ترین زمان آن تا زمانی که کوروش بزرگ با شکست دادن پدربزرگ و فرمانروای خود، آستیاگ، امپراتوری یکپارچه ایرانی از مادها و پارسیان، که اغلب تحت عنوان امپراتوری هخامنشی شناخته می‌شود، تأسیس کرد.

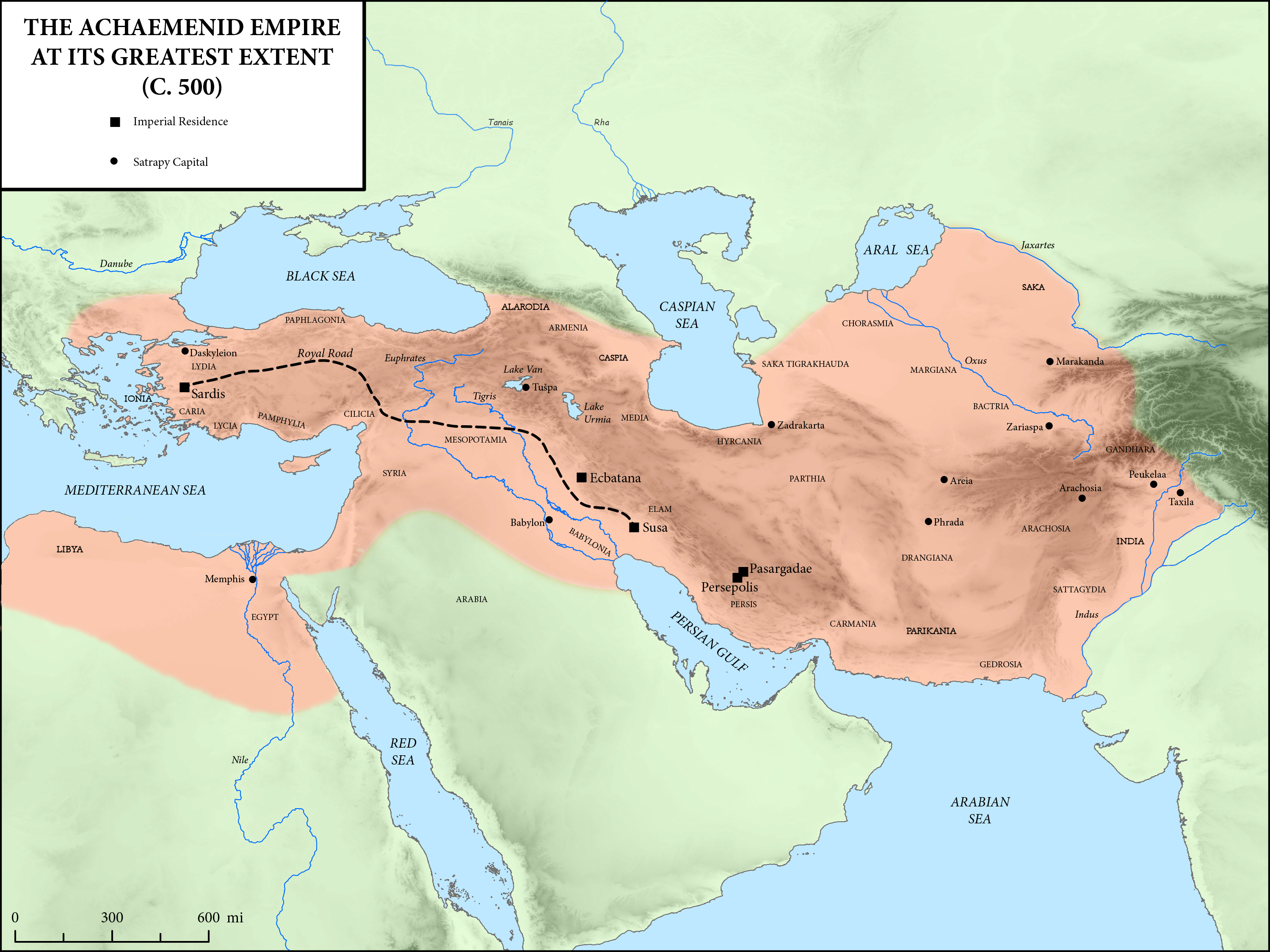
گستره امپراطوری هخامنشی که بزرگ‌ترین امپراطوری بین همتایان بومی خود بوده.

##### شاهنشاهی هخامنشی
شاهنشاهی هخامنشی بزرگ‌ترین و شاخص‌ترین امپراتوری پارس بود و پس از امپراطوری ماد به عنوان دومین امپراتوری بزرگ ایرانیان سر برآورد و قد علم کرد. این در تاریخ غربی به عنوان دشمن دولت شهرهای یونان در جنگ‌های یونان و پارس ذکر شده است، زیرا یهودی‌ها را از اسارت در بابل آزاد کرد، به دلیل مدل موفق آن در اداره یک دولت بوروکراتیک متمرکز، ساخت آرامگاه هالیکارناسوس (یکی از عجایب هفتگانه از جهان باستان)، و برای ایجاد زبان آرامی به عنوان زبان رسمی امپراتوری. به دلیل گستردگی وسیع و استقامت طولانی امپراتوری، تأثیر فارسی بر زبان، دین، معماری، فلسفه، قانون و حکومت ملت‌های سراسر جهان تا به امروز ادامه دارد. سلسله هخامنشی در اوج قدرت خود تقریباً ۸٫۰ میلیون کیلومتر مربع را دربرگرفت، بیشترین درصد جمعیت جهان را تا به امروز در اختیار داشت، سه قاره (اروپا، آسیا و آفریقا) را به زیر کشید و از نظر قلمرو بزرگ‌ترین امپراتوری باستان کلاسیک بود.

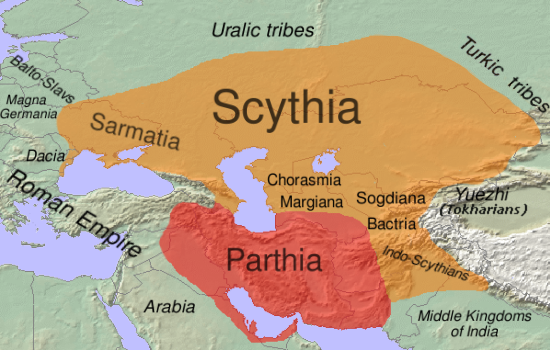
نقشه اطراف دریای کاسپین که در شمال آن سکاهای ایرانی‌تبار (اسکایسیا) با رنگ نارنجی و در جنوب دریا امپراطوری پارتی با رنگ بنفش

##### شاهنشاهی اشکانی
پارت یک تمدن ایرانی بود که در قسمت شمال شرقی ایران مدرن واقع شده بود. قدرت آنها مبتنی بر ترکیبی از جنگهای چریکی قبیله ای عشایری سوارکار، با مهارتهای سازمانی پارتیزانی برای ساخت و اداره یک امپراتوری گسترده بود - حتی اگر این کشور هرگز از نظر قدرت و وسعت امپراتوریهای پارسی قبل و بعد از آن مطابقت نداشت اما توانسته بود سهم بزرگی از قدرت را در دوران باستان نسیب خود کند. امپراتوری اشکانی توسط سلسله آرساسید، که پس از شکست و از بین بردن امپراتوری سلوکی هلنیستی، از اواخر قرن ۳ قبل از میلاد، متحد شد و بر بخشهای قابل توجهی از خاور نزدیک و فراتر از آن حکومت کرد. این سومین سلسله بومی ایران باستان بود (پس از دودمان ماد و هخامنشیان). ایران پارتی جنگهای زیادی با جمهوری روم (و بعدها باامپراتوری روم) داشت، که بیش از ۷۰۰ سال جنگهای مکرر بین رومیان و ایرانیان بود.

##### شاهنشاهی ساسانی
شاهنشاهی ساسانی، که در طول دوره اواخر باستان پس از اشکانیان تأسیس گردید، یکی از مهم‌ترین و تأثیرگذارترین دوره‌های پادشاهی تاریخی ایران محسوب می‌شود. از بسیاری جهات دوره ساسانی شاهد بالاترین دستاوردهای تمدن ایرانی بوده و آخرین امپراتوری بزرگ ایران را قبل از فتوحات مسلمانان و پذیرش اسلام تشکیل داده بود. در زمان ساسانیان، ایران به‌طور قابل توجهی بر تمدن روم تأثیر گذاشت، و رومیان با ساسانیان موقعیت برابری داشتند. نفوذ فرهنگی ساسانی بسیار فراتر از مرزهای سرزمینی امپراتوری ایران امتداد داشت و تا اروپای غربی، آفریقا چین و هند، به عنوان مثال، در شکل‌گیری هنر قرون وسطایی اروپا و آسیا نقش داشتند.

#### دیگر تمدن‌ها

##### شبه جزیره عربستان
تاریخ عربستان پیش از اسلام در دهه ۶۳۰ قبل از میلاد آنچنان شناخته شده نیست و دلیل آن اکتشافات باستان‌شناسی ناچیز در عربستان است. منابع مکتوب بومی محدود به کتیبه‌ها و سکه‌هایی است که از جنوب عربستان بدست آمده. مطالب موجود در مرحله اول متشکل از منابع مکتوب سایر فرهنگ و تمدنها (مانند مصری‌ها، یونانی‌ها، پارسی‌ها، رومی‌ها و …) و روایات شفاهی است که بعداً توسط دانشمندان اسلامی ثبت شده است. بسیاری از پادشاهی‌های کوچک از راه تجارت دریای سرخ و اقیانوس هند رونق گرفتند.
پادشاهی‌های عمده شامل سبایی‌ها، اوسان (Kingdom of Awsan)، لخمیان، حمیر و نبطی‌ها بود. از پادشاهی‌های عرب گاه در عهد عتیق عبری با نام ادوم یاد می‌شود. اگرچه تصور می‌شود که سایت اوگاریتی قبلاً در آن ایجاد شده باشد. نخستین شواهد کتبی ذکر شده از این شهر از شهر ابلا، در نزدیکی همین شهر است. ۱۸۰۰ سال قبل از میلاد اوگاریت وارد حوزه نفوذ مصر شد، که بر هنر آن تأثیر زیادی بر جای گذاشت. در ساحل مدیترانه اسرائیل، فلسطین و لبنان امروزی، مردم کنعان از طریق تجارت فنی الهام گرفته از فنیقی به ثروت رسیدند.
فنیقیه یک تمدن باستانی بود که در شمال کنعان باستان واقع شده بود، و قلب آن در امتداد مناطق ساحلی لبنان امروزی، سوریه و اسرائیل قرار داشت. تمدن فنیقی یک فرهنگ تجارت دریایی ابتکاری بود که بین دوره ۱۵۵۰ تا ۳۰۰ قبل از میلاد در سراسر مدیترانه گسترش یافت. یک مستعمره فنیقی به نام کارتاژ، در نوع خود به کشوری قدرتمند تبدیل شد.

##### ارمنیان
تاریخ اولیه امپراتوری هیتی از طریق لوحی شناخته شده است که ممکن است برای نخستین بار در قرن ۱۷ قبل از میلاد نوشته شده باشد اما تنها نسخه‌هایی که در قرن ۱۴ و ۱۳ قبل از میلاد ساخته شده باقی مانده است. این لوح‌ها که در مجموع به عنوان متن آنیتا شناخته می‌شوند،
با علم بر اینکه چگونه پیتانا پادشاه کوسارا یا کوسار (یک شهر کوچک شهری که هنوز توسط باستان شناسان شناسایی نشده است) شهر همسایه ننه (کانش) را فتح کرد تاریخ ارامنه شروع شد. با این حال، موضوع اصلی این لوح‌ها آنیتا پسر پیتانا است که چندین شهر همسایه از جمله هتوسا و زالپوا (زالپا) را فتح کرد. در کتیبه‌های آشوری شلمانسر اول (حدود ۱۲۷۰ قبل از میلاد) ابتدا اورارتویی به عنوان یکی از ایالت‌های نایری ذکر شده است - یک اتحادیه آزاد از پادشاهی‌های کوچک و ایلات قبیله ای در کوه‌های ارمنستان از قرن سیزدهم تا یازدهم قبل از میلاد.
اورارتو خود در منطقه اطراف دریاچه وان بود. دولتهای نیری بارها مورد حمله آشوریان قرار گرفتند، به ویژه در زمان توکولوتی-نینورتا اول (حدود ۱۲۴۰ قبل از میلاد)، تیگلات-پیلسر اول (حدود ۱۱۰۰ سال قبل از میلاد)، آشور-بلکالا (حدود ۱۰۷۰ قبل از میلاد)، آداد- نیراری دوم (حدود ۹۰۰)، توکوتی-نینورتا دوم (حدود ۸۹۰) و آشورناسیرپال دوم (۸۸۳–۸۵۹ پیش از میلاد).
پادشاهی ارمنستان از سال ۳۲۱ قبل از میلاد تا ۴۲۸ میلادی یک پادشاهی مستقل بود و تا سال ۴۲۸ یک کشور میزبان امپراتوری‌های روم و ایران بود. امپراتوری قدرتمندی که از دریای خزر تا دریای مدیترانه کشیده شده است. در طی این مدت کوتاه، این کشور به عنوان قدرتمندترین ایالت خاور روم در نظر گرفته شد.

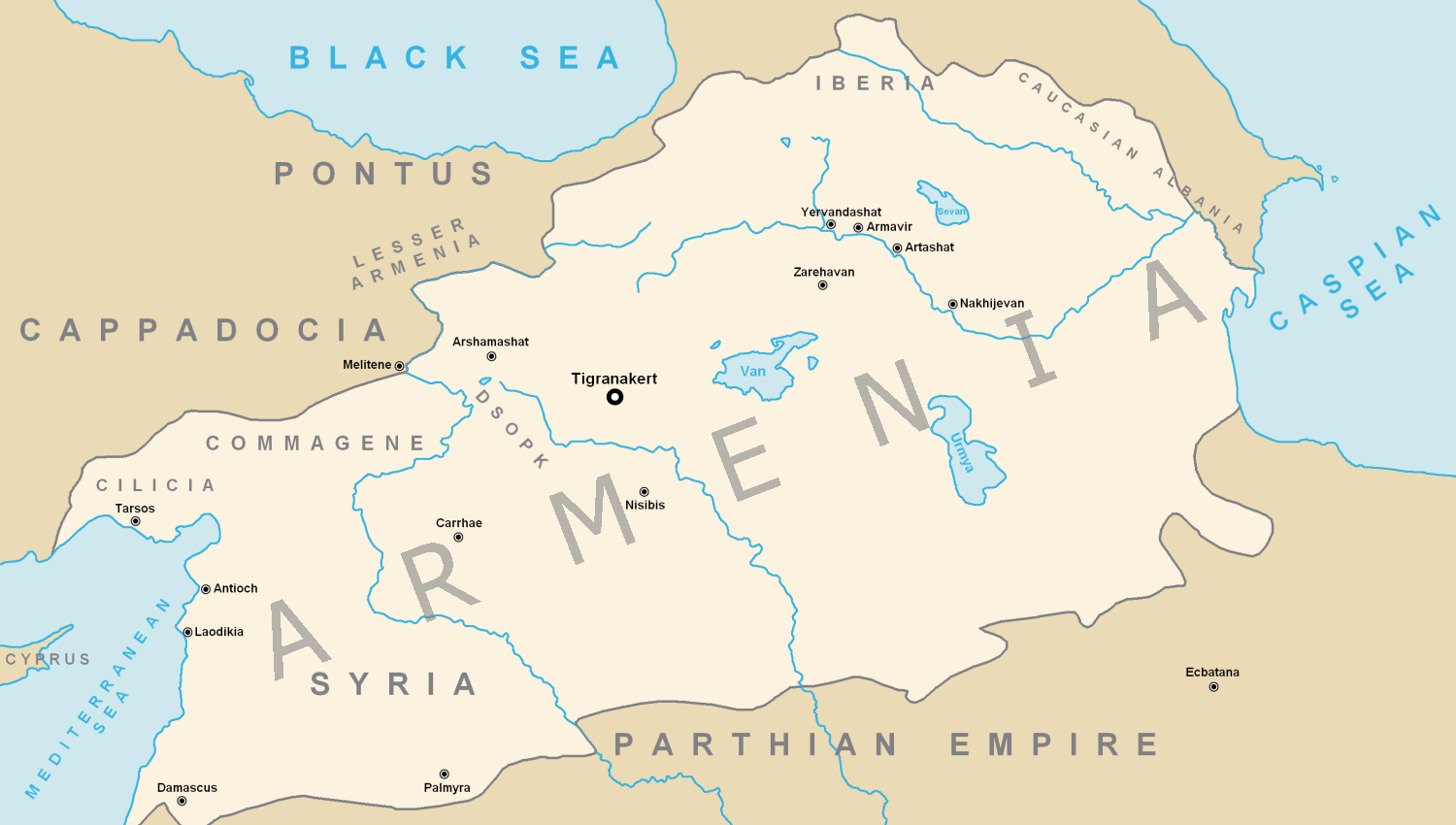
نقشه ارمنستان در دوران تیگران دوم

##### یهودیان
پادشاهی اسرائیل و پادشاهی یهودا پادشاهی‌های مربوط به عصر آهن شام باستان بودند و در دوره‌های عصر آهن و دوره‌های بابل جدید، پارسیان و هلنیسم وجود داشته‌اند. نام اسرائیل برای نخستین بار در ستون فرعون مصر مرنپتا ظاهر می‌شود. ۱۲۰۹ سال قبل از میلاد، "اسرائیل نابود شد و دیگر هرگز استقلال نیافت. پادشاهی «اسرائیل» یک موجود فرهنگی و احتمالاً سیاسی در ارتفاعات مرکزی یهودیه بود، به اندازه کافی قدرتمند تأسیس شده بود تا بتواند توسط مصری‌ها به عنوان یک چالش احتمالی برای هژمونی خود تلقی شود، اما بعدها در دوران باستان یهود یک گروه قومی است نه یک کشور سازمان یافته. باستان‌شناس پائولا مک نوت می‌گوید: «این احتمالاً … در عصر آهن [بود که] جمعیتی خود را» اسرائیلی «معرفی کردند ،» خود را از طریق ممنوعیت ازدواج، تأکید بر تاریخ خانوادگی، شجره نامه و دین، از همسایگان متمایز کردند.
اسرائیل در اواسط قرن ۹ قبل از میلاد ظهور کرده بود، زمانی که شاه آشور شلمناسر سوم در جنگ قرقار (۸۵۳) «آهاب اسرائیلی» را در میان دشمنان خود نامید. پادشاهی یهودا دیرتر از اسرائیل ظهور کرد، احتمالاً در قرن ۹ قبل از میلاد، اما موضوع بحث‌برانگیز قابل توجهی است. اسرائیل با امپراطوری در حال گسترش آشور جدید، که ابتدا قلمرو خود را به چند واحد کوچکتر تقسیم کرده و سپس پایتخت خود، سامریا را نابود کرد، درگیری فزاینده ای پیدا کرد. یک سری کارزارهای امپراتوری جدید بابل بین سالهای ۵۹۷ و ۵۸۲ منجر به نابودی یهودا شد.
به دنبال سقوط بابل توسط امپراطوری ایران، به دست کوروش بزرگ به یهودیان اجازه بازگشت به یهودیه داده شد. پادشاهی هاسمونی (به دنبال آن شورش مکابی) در دوره هلنیسم و سپس پادشاهی هرودین در دوره روم وجود داشته است.

### آفریقا

#### کارتاژ
کارتاژ در سال ۸۱۴ قبل از میلاد توسط شهرک نشینان مهاجر فنیقی از شهر صور تأسیس شد و خدای شهر خود یعنی ملقارت را با خود به همراه آوردند. کارتاژ باستان یک هژمونی غیررسمی از شهرهای فنیقی در سراسر آفریقای شمالی و اسپانیا مدرن از ۵۷۵ قبل از میلاد تا ۱۴۶ قبل از میلاد بود. پس از سقوط شهر تایر به دست نیروهای بابل، این کشور کم و بیش تحت کنترل دولت شهر کارتاژ قرار داشت. در اوج نفوذ این شهر، امپراطوری آن بیشتر قسمتهای غربی مدیترانه را شامل می‌شد. این امپراتوری در یک مبارزه مداوم با جمهوری روم بود، که منجر به یک رشته درگیری‌های معروف به جنگهای پونیک شد. پس از سومین و آخرین جنگ پونیک، کارتاژ ویران شد و سپس توسط نیروهای رومی اشغال شد. تقریباً تمام قلمرو در دست کارتاژ به دست رومیان افتاد.

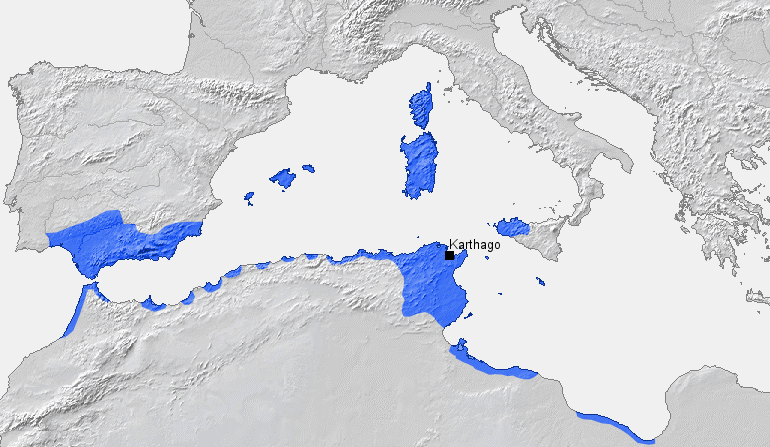
نقشه مناطق تحت کنترل کارتاژ در سیسیل، آیبری و آفریقا

#### مصر
مصر باستان تمدنی طولانی مدت بود که از لحاظ جغرافیایی در شمال شرقی آفریقا قرار داشت. این تمدن در امتداد میانه به پایین رودخانه نیل متمرکز شده بود و بیشترین گسترش را در طول هزاره ۲ قبل از میلاد داشت که از آن به عنوان دوره پادشاهی جدید یاد می‌شود. به‌طور گسترده‌ای از دلتای نیل در شمال، تا جنوب به جبل بارکال در چهارم آب مروارید نیل، رسید.
گسترش دامنه جغرافیایی تمدن مصر باستان، در زمان‌های مختلف، مناطقی از جنوب شام، صحرای شرقی و خط ساحلی دریای سرخ، شبه جزیره سینا و صحرای غربی را شامل می‌شد (با توجه به چندین واحه زمانی).
مصر باستان حداقل در طول سه و نیم هزاره توسعه یافت. این امر با وحدت آغازین سیاست‌های دره نیل در حدود ۳۵۰۰ سال قبل از میلاد آغاز شد و به‌طور متعارف تصور می‌شود که در ۳۰ سال قبل از میلاد هنگامی که امپراتوری روم اولیه مصر بطلمیوسی را تسخیر و جذب کرد، پایان یافت. (اگرچه این آخرین دوره نمایانگر نخستین دوره سلطه خارجی نبود، اما دوره روم شاهد تحول چشمگیر، اما به تدریج در زندگی سیاسی و مذهبی دره نیل بود، و به‌طور مؤثر خاتمه توسعه تمدن مستقل را نشان می‌داد).
تمدن مصر باستان مبتنی بر کنترل بسیار متعادل منابع طبیعی و انسانی بود که اساساً با آبیاری کنترل شده دره حاصلخیز نیل متمایز می‌شد. بهره‌برداری از مواد معدنی دره و مناطق کویری اطراف آن. توسعه اولیه یک سیستم نوشتاری و ادبیات مستقل؛ سازماندهی پروژه‌های جمعی تجارت با مناطق اطراف در شرق و مرکز آفریقا و شرق مدیترانه؛ و سرانجام، سرمایه‌گذاری‌های نظامی که خصوصیات قوی هژمونی شاهنشاهی و سلطه ارضی فرهنگ‌های همسایه را در دوره‌های مختلف به نمایش می‌گذاشتند. انگیزه و سازماندهی این فعالیت‌ها، نخبه ای سیاسی-اجتماعی و اقتصادی بود که با استفاده از یک نظام پیچیده اعتقاد مذهبی تحت شکل یک حاکم (نیمه) الهی (معمولاً مرد) از جانشینی سلسله‌های حاکم که مربوط به اجماع اجتماعی بود.

#### نوبیا
تمدن کوش، که به نام سرزمین نوبیا یا مردمان نوبی نیز شناخته می‌شود، قبل از یک دوره حمله مصر به این منطقه شکل گرفت. نخستین فرهنگ‌ها در سودان کنونی قبل از زمان مصر متحد بوجود آمده و گسترده‌ترین فرهنگ به عنوان تمدن کرما (Kerma civilization) شناخته می‌شود. مصریان باستان از نوبیا به عنوان "Ta-Seti" یا "سرزمین کمان" یاد می‌کردند، زیرا نوبیایی‌ها به عنوان کمانداران خبره در آن زمان شناخته می‌شدند. این دو تمدن با یکدیگر تبادل فرهنگی و همکاری مسالمت آمیز زیادی داشتند، از جمله ازدواج‌های مختلط و حتی خدایان یکسان. در پادشاهی جدید، نوبیایی‌ها در پرونده باستان‌شناسی از مصری‌ها قابل تشخیص نبودند. پادشاهی کوش بیش از مصر دوام آورد و در بیشترین حد خود نوبیا بر نواحی از مصر نیز حکومت کرد (به رهبری پادشاه پیه) و در قرن ۸ قبل از میلاد به عنوان سلسله ۲۵، مصر را کنترل کرد.

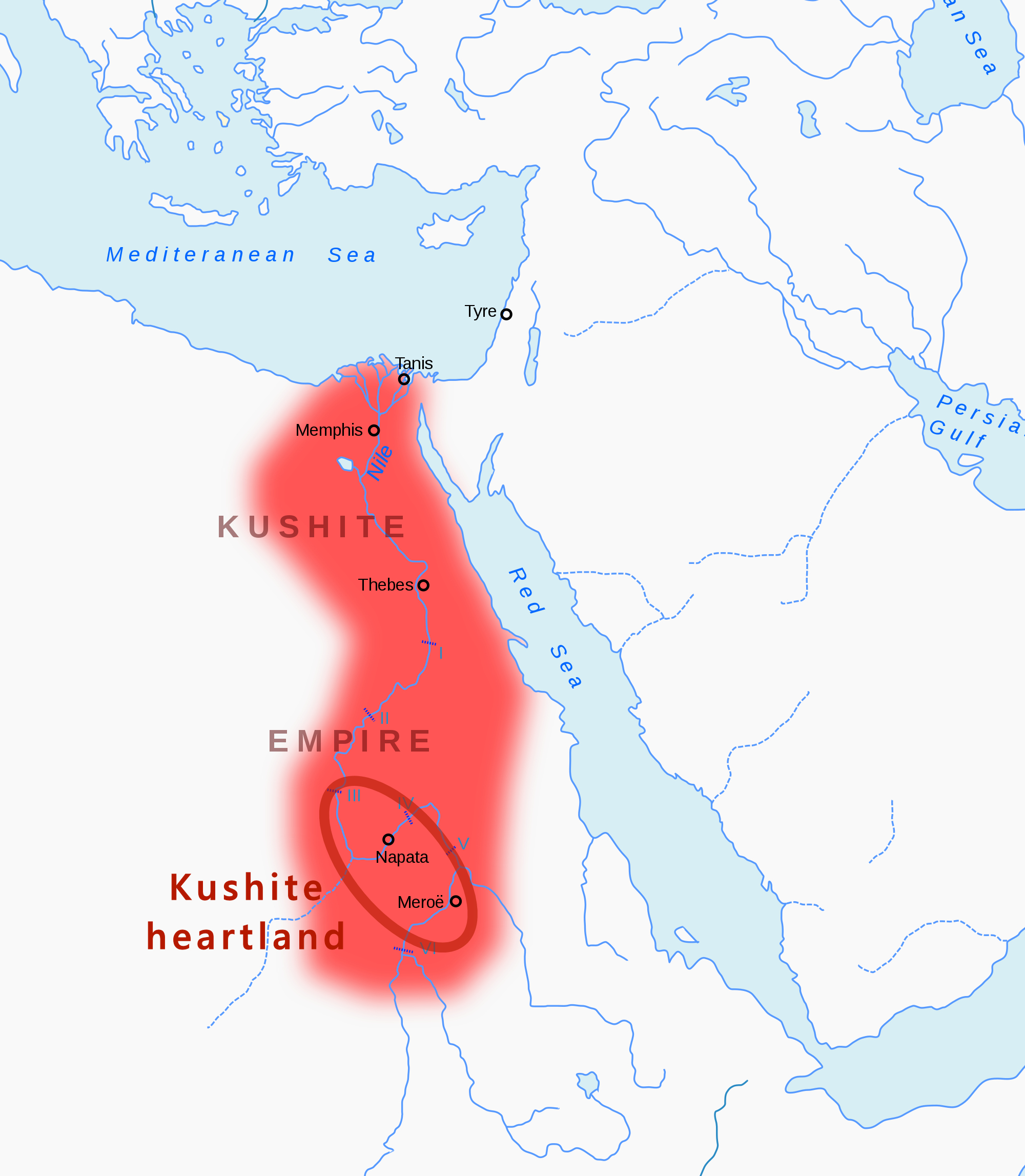
نمایی از پادشاهی کوش که با تسلط بر مصر تحت نام امپراطوری کوش نیز از آن یاد می‌شود.

در سوابق مکتوب یونان و روم باستان نیز از آن به عنوان اتیوپی یاد می‌شود. به گفته ژوزفوس و دیگر نویسندگان کلاسیک، امپراتوری کوشیت تمام آفریقا و بعضی از مناطق آسیا و اروپا را در یک دوره دیگر تحت پوشش قرار داده بود. بر خلاف مصری‌ها، نوبیایی‌ها دارای تعداد غیرمعمولی زیادی از ملکه‌های حاکم بودند که به آنها کندکا می‌گفتند، به ویژه در دوران طلایی پادشاهی مِروییت. بر خلاف سایر کشورهای جهان در آن زمان، زنان در نوبیا کنترل و آزادی عمل قابل توجهی در جامعه داشتند. کوشی‌ها همچنین به خاطر دفن شاهان خود به همراه همه درباریان خود در گورهای دسته جمعی مشهور هستند و همچنین گورهای خاکی و اهرام نیز می‌ساختند، و برخی از خدایان مشترک در مصر، به ویژه آمون و ایسیس را در اختیار داشتند.

#### سرزمین پونت
سرزمین پونت که پنت یا پنه نیز نامیده می‌شود توسط مصریان باستان، یک شریک تجاری شناخته شده برای تولید و صادرات طلا، رزین‌های معطر، چوب سیاه آفریقا، آبنوس، عاج، بردگان و حیوانات وحشی بود. اطلاعات مربوط به پونت در سوابق مصر باستان در مورد مأموریتهای تجاری در این منطقه بدست آمده است. محل دقیق قرارگیری پونت همچنان یک راز است. دیدگاه اصلی این است که پونت در جنوب شرقی مصر، به احتمال زیاد در ساحل شاخ آفریقا واقع شده بوده. باستان‌شناس Richard Pankhurst (دانشگاهی) می‌نویسد.
"[پونت] به عنوان سرزمینهای هر دو ساحل عربستان و شاخ آفریقا شناخته شده بود. با در نظر گرفتن مقالاتی که مصری‌ها از پونت ، به ویژه در مورد دادو ستد طلا و عاج، به دست آوردند، نشان می‌دهد که اینها در اصل ریشه آفریقایی دارند. .. این ما را به این فکر می‌اندازد که اصطلاح Punt احتمالاً بیشتر از قلمروهای عربی در آفریقا به کار رفته است. "
نخستین سفر ثبت شده مصریان به پونت توسط فرعون صحوره از سلسله پنجم (قرن 25th قبل از میلاد) سازماندهی شده است، اگرچه طلا از پونت در زمان پادشاه خوفو از سلطنت چهارم مصر وارد شده. متعاقباً، سفرهای بیشتری به پونت در سلسله ششم مصر، سلسله یازدهم مصر، سلسله دوازدهم مصر و سلسله هجدهم مصر انجام شد. در سلسله دوازدهم مصر، تجارت با پونت در ادبیات عامه پسند در «داستان دریانورد کشتی شکسته» یاد شده است.

#### آکسوم و اتیوپی باستان
امپراطوری آکسوم یک کشور مهم تجاری در شمال شرقی آفریقا با مرکزیت اریتره امروزی و شمال اتیوپی بود، تقریباً از ۱۰۰ تا ۹۴۰ میلادی وجود داشته و از دوره آهن-آکسومیت عصر آهن رشد می‌کند. از قرن چهارم قبل از میلاد تا رسیدن به گستردگی در قرن اول میلادی. طبق کتاب آکسوم، نخستین پایتخت آکسوم، مازابر، توسط اتیوپیس، پسر کوش ساخته شد. بعداً پایتخت به آکسوم در شمال اتیوپی منتقل شد. پادشاهی از اوایل قرن چهارم از نام «اتیوپی» استفاده می‌کرد. امپراتوری آکسوم در اوج گستردگی خود تا اوایل قرن ششم در بیشتر اتیوپی مدرن و از دریای سرخ تا عربستان گسترش یافت. پایتخت امپراتوری آکسوم بود که اکنون در شمال اتیوپی واقع شده است. از اکسوم در قرن اول میلادی در پریپلوس واقع در دریای اریتره به عنوان یک مکان مهم در بازار عاج نامیده می‌شود که به سراسر جهان باستان صادر می‌شده است و اظهار می‌دارد که حاکم آکسوم در قرن اول میلادی زوسکالس بوده است که علاوه بر حکمرانی در آکسوم همچنین دو بندر در دریای سرخ را کنترل کرد: آدولیس(Adulis (نزدیک ماساوا)) و آساب(Avalites (Assab)). گفته می‌شود وی با ادبیات یونان نیز آشنایی داشته است. این مکان همچنین ادعا می‌شود محل استراحت کشتی میثاق و خانه ملکه سبا است. آکسوم همچنین یکی از نخستین امپراتوری‌های بزرگ بود که به مسیحیت گروید.

#### ماکروبیا و ایالت‌های شهر بارباروی

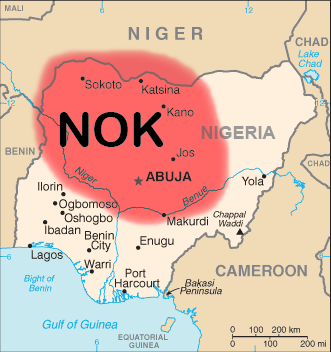
نگاره فوق محل تمدن نوک را در نزدیکی نیجریه نشان می‌دهد

اشاره به: ماکروبیایی‌ها (Macrobians)
ماکروبیا پادشاهی باستانی بود که در شرق آفریقا (سومالی امروزی) قرار داشت و برای نخستین بار در قرن ۵ قبل از میلاد از آن یاد شده است. به نقل از هرودوت، کمبوجیه دوم پادشاه ایران هنگام تسخیر مصر (۵۲۵ ق. م) سفیرانی را نیز به ماکروبیا فرستاد و هدایای مجللی برای پادشاه ماکروبیا آوردند تا وی را به فرمانبرداری وادارند.
شاه ماکروبی، که در میان مردمش حداقل بر اساس زور و قامت انتخاب شده بود، در عوض با چالشی برای همتای ایرانی خود یک کمان با بند گسسته فرستاد و پاسخ داد: اگر ایرانیان موفق به ریسمان کردن آن شوند، حق حمله به کشور او را خواهند داشت؛ اما تا آن زمان، آنها باید از خدایان تشکر کنند که ماکروبی‌ها هرگز تصمیم به حمله به امپراتوری ایران را نگرفته‌اند.
ماکروبی‌ها به دلیل معماری پیشرفته و ثروت و طلای فراوان خود، قدرت منطقه ای مشهوری بودند که به اندازه ای طلا فراوان بود که زندانیان خود را در زنجیرهای طلایی قلاب می‌کردند.

پس از فروپاشی پادشاهی ماکروبیا، چندین شهر باستانی ثروتمند (شهرهای بارباروی) مانند Opone , Essina , Sarapion , Nikon , Malao , Damo و Mosylon در نزدیکی کیپ گاردافوی از هزاره اول قبل از میلاد - ۵۰۰ میلادی ظهور کردند تا با صبائی‌ها، اشکانیان و آکسومیت‌ها به رقابت بپردازند. این کشور با تجارت ثروتمند با هند و یونان و روم و در امتداد سواحل سومالی شکوفا شد. آنها یک شبکه تجاری سودآور در منطقه توسعه دادند که به‌طور کلی در حاشیه دریای اریتره به نام باربریا شناخته می‌شود.

بازسازی Oikumene (جهان مسکونی) همان‌طور که هرودوت در قرن ۵ قبل از میلاد توصیف کرده است. در این نگاره ماکروبیان در جنوب مصر پایین نقشه واقع شده است

#### نیجریه-کنگو آفریقا
فرهنگ نوک در حدود ۱۰۰۰ سال قبل از میلاد در نیجریه ظاهر شد و به‌طور مرموزی در حدود سال ۲۰۰ میلادی از میان رفت.
تصور می‌شود که سیستم اجتماعی این تمدن بسیار پیشرفته بوده باشد و قدمت این تمدن به عنوان نخستین تولیدکننده سفال در صحرای پایین دست آفریقا به اندازه قدمت زندگی در این ناحیه در نظر گرفته شده است که توسط باستان شناسان کشف شده.
یک مجسمه نوکی در انستیتوی هنر مینیاپولیس وجود دارد یک شخصیتی نشسته را به تصویر می‌کشد که یک «چوب دستی چوپانی» را روی بازوی راست خود قرار داده و یک «گرز» را در دست چپ او نشان می‌دهد. اینها نمادهای اقتدار مرتبط با فراعنه مصر باستان و خدای اوسیریس است که بیانگر آن است که سبک مصری باستان در ساختار اجتماعی و شاید مذهب در اواخر دوره Pharonic در ناحیه نیجریه مدرن وجود داشته است.

### آسیای جنوبی
یکی از نخستین مکانهای متمدن در دوران نوسنگی در شبه قاره هند، بیرانا (Bhirrana) در امتداد رودخانه باستان قاگگار-هاکرا (ساراسواتی) در ایالت کنونی هاریانا در هند است که قدمت آن به حدود ۷۶۰۰ سال قبل از میلاد مسیح می‌رسد. از دیگر مکانهای اولیه می‌توان به لاهورادوا (Lahuradewa) در منطقه گنگ میانه و جاهوسی (Jhusi) در نزدیکی محل تلاقی رودخانه‌های گنگ و یامونا اشاره کرد که هر دو مربوط به حدود ۷۰۰۰ سال قبل از میلاد است.
نوسنگی آرسامیک در مهرگره از ۷۰۰۰ تا ۵۵۰۰ سال قبل از میلاد و نوسنگی سرامیکی نیز در این مکان تا ۳۳۰۰ سال قبل از میلاد ادامه داشته است و با اوایل عصر برنز ترکیب می‌شود. مهرگره یکی از قدیمی‌ترین مکانهایی است که شواهد کشاورزی و گله داری در شبه قاره هند را در خود جای داده است.
ساکنان اولیه مهرگره در خانه‌های خشتی از جنس گِل زندگی می‌کردند، دانه‌های خود را در انبارها ذخیره می‌کردند، وسایل مد را با سنگ مس محلی تهیه می‌کردند و ظروف بزرگ سبد خود را با قیر می‌اندودند. آنها جو شش ردیف، گندم کوهی و گل مینا، عناب و خرما و گوسفندان، بزها و گاوها را پرورش می‌دادند. ساکنان دوره بعد (۵۵۰۰ سال قبل از میلاد تا ۲۶۰۰ سال قبل از میلاد) تلاش زیادی در کار صنایع دستی انجام دادند، از جمله با به کار بردن سنگ چخماق، برنزه کردن، تولید مهره و فلزکاری. این مکان باستانی تا حدود ۲۶۰۰ سال قبل از میلاد به‌طور مداوم مسکونی بود.

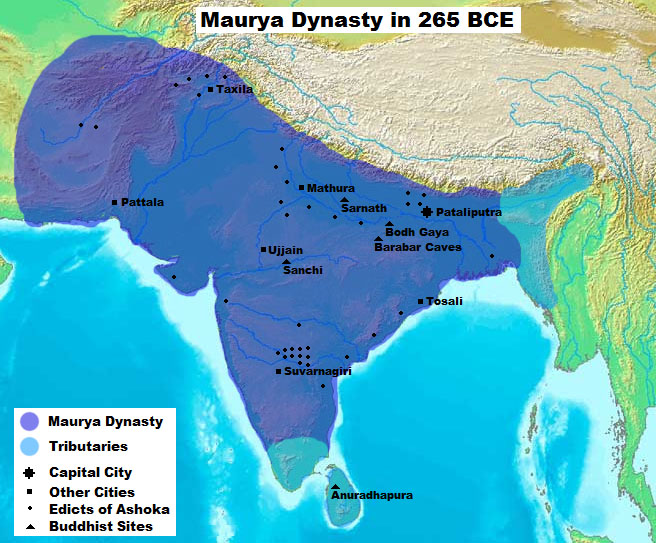
نقشه دودمان موریا و شهرهای بزرگش به همراه اماکن اولیه بودایی، احکام آشوکان و غیره

تمدن دره سند (حدود ۳۳۰۰–۱۷۰۰ سال قبل از میلاد شکوفا شد و تا ۲۶۰۰–۱۹۰۰ سال قبل از میلاد ادامه داشت)، که به اختصار IVC نامیده می‌شود، تمدنی باستانی بود که در دره رودهای سند و قاگر-هاکرا در شرق افغانستان، پاکستان و غرب هند پیدا شده است. سایت‌های پراکنده جزئی در دورتر ترکمنستان یافت شده‌اند. نام دیگر این تمدن تمدن هاراپان (Harappan) است، پس از نخستین شهرهای آن که حفاری شده است، هاراپان در ایالت پنجاب پاکستان یافت شد. IVC نزد سومری‌ها به ملوها (Meluhha) معروف بود و دیگر مراودات تجاری ممکن است شامل مصر و آفریقا باشد، با این حال، دنیای مدرن تنها در دهه ۱۹۲۰ آن را در نتیجه حفاری‌های باستان‌شناسی و ساخت راه‌آهن کشف کرد. تولد ماهاویرا و بودا در قرن ۶ قبل از میلاد آغاز تاریخ ثبت شده خوبی در منطقه است. حدود قرن ۵ قبل از میلاد، منطقه باستانی افغانستان و پاکستان در سال ۵۲۲ قبل از میلاد توسط امپراتوری هخامنشی در دوره داریوش مورد حمله قرار گرفت. این ناحیه شرقی‌ترین ساتراپ‌های امپراتوری ایران را تشکیل می‌داده. گفته می‌شود که استان‌های سند و پنجاب ثروتمندترین ساتراپ‌های امپراتوری پارس بوده و سربازان زیادی را به لشکر کشی‌های مختلف ایران می‌فرستاده است. مشهور است که یگان هندی در لشکر خشایارشا در لشکرکشی به یونان در خط اول نبرد جنگید. هرودوت اشاره می‌کند که ساتراپی سند سوارنظام و ارابه به ارتش ایران می‌رساند. مردمان سند با زره ساخته شده از پنبه پوشیده بودند، کمان و تیرهای عصای خود را با آهن می‌پوشاندند. هرودوت اظهار می‌دارد که داریوش در سال ۵۱۷ قبل از میلاد یک لشکرکشی را تحت نظر اسکایلاکس (Scylax) برای کاوش در سند فرستاد. تحت حاکمیت ایرانیان، آبیاری و تجارت زیادی در قلمرو وسیع امپراتوری ایران از جمله هند رونق گرفت.

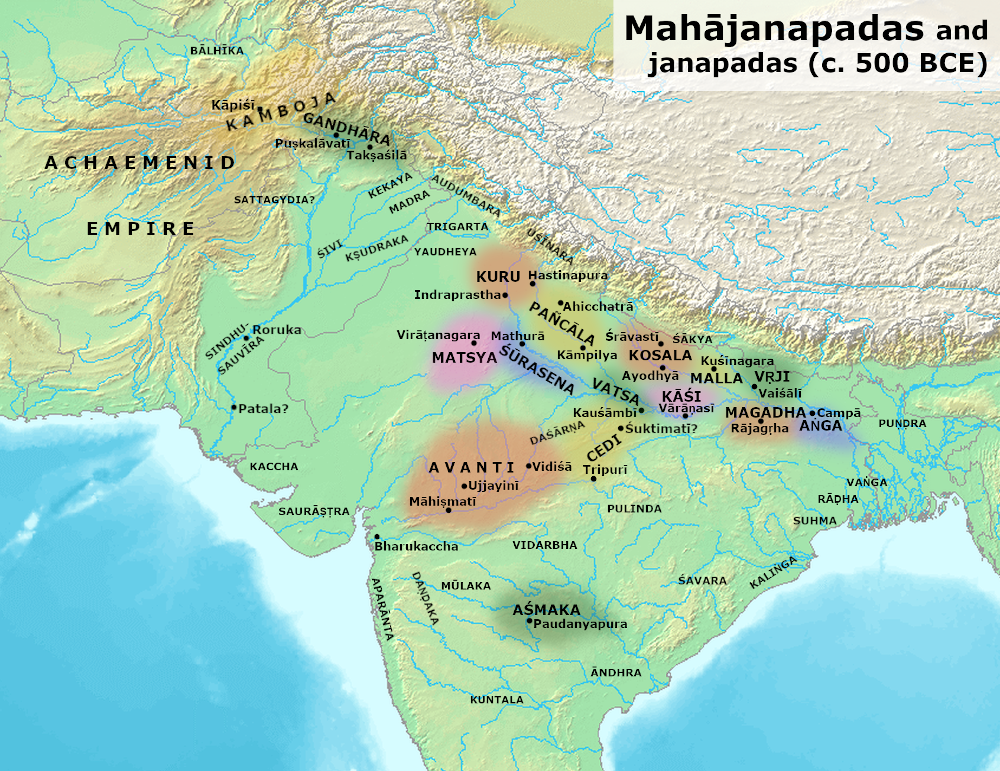
نقشه مکان‌های ذکر شده در متون بودایی باستان (مانند آنگوتارا نیکایا)، رامایانا و مهاباراتا

امپراتوری ایران با حمله مقدونیان تحت ارتش اسکندر مقدونی ساقط شد. از آنجا که اسکندر مصمم بود به شرقی‌ترین مرزهای امپراتوری ایران برسد، نمی‌توانست در مقابل وسوسه فتح هند (یعنی منطقه پنجاب) مقاومت کند، که در این زمان به «کشتی‌های سردار کوچک»، که خراجگزاران امپراتوری ایران بودند، رسید. اسکندر این منطقه را به امپراتوری در حال گسترش هلنی ضمیمه نمود. ریگودا، به زبان سانسکریت، به حدود ۱۵۰۰ سال قبل از میلاد برمی گردد. سنت ادبیات هند دارای یک تاریخ شفاهی است که به دوره وداییان از هزاره دوم بعد از میلاد می‌رسد.
در میان شانزده ماهاجاناپادا، پادشاهی مگادا تحت سلطه تعدادی از دودمان‌هایی که در زمان اشوکا موریا، یکی از افسانه ای‌ترین و مشهورترین امپراتورهای هند، به قدرت رسیده بودند، به شهرت رسید. در زمان پادشاهی آشوکا، چهار سلسله چولا، چرا و پاندیا در جنوب حکومت می‌کردند، در حالی که پادشاه دیوانامپیا تیسا پادشاهی آنورااداپورا (سریلانکا فعلی) را کنترل می‌کرد. این پادشاهی‌ها، اگرچه بخشی از امپراتوری آشوکا نبودند، اما با امپراتوری موریا روابط دوستانه ای داشتند. اتحاد شدیدی بین دوانامپیا تسا (۲۵۰–۲۱۰ قبل از میلاد) و آشوکا هند وجود داشت، که ارهات ماهیندا، چهار راهب و یک تازه‌کار را برای تبلیغ آیین بودا به سریلانکا فرستاد.
آنها در میهینتالا با دوانامپیا تیسا روبرو شدند. پس از این جلسه، دوانامپیا تیسا (Devanampiya Tissa) آیین بودایی را پذیرفت که نظم راهبان در این کشور برقرار شد.
ساحل مالابار هند جنوبی و مردم تامیل در سن سنگام با دنیای یونانی-رومی تجارت می‌کردند. آنها با فنیقی‌ها، رومی‌ها، یونانی‌ها، عرب‌ها، سوری‌ها، یهودیان و چینی‌ها در ارتباط بودند. مناطق جنوب آسیا، در درجه اول هند و پاکستان امروزی، برآورد شده است که بزرگ‌ترین اقتصاد جهان را بین قرن‌های ۱ تا ۱۵ میلادی داشته‌اند، که بین یک سوم و یک چهارم ثروت جهان را تا زمان یورش مغول‌ها شامل می‌شده، که به سرعت در طول حکومت انگلیس کاهش یافت.

### شرق و جنوب شرقی آسیا
تمدن چین باستان که در دره رود زرد ظاهر شد یکی از پنج تمدن اصلی در جهان است. پیش از شکل‌گیری تمدن، فرهنگ‌های نوسنگی مانند لونگشان و یانگشاو با قدمت ۵۰۰۰ سال قبل از میلاد در شهرهایی با حفاظ دیواری زندگی می‌کردند و احتمالاً دارای سرزمین‌های سازمان یافته اجتماعی پیچیده بودند. عمل کشت برنج برای زندگی ساکن در چین حیاتی بود.
سوابق تاریخ چین مانند ادعای سوابق بزرگ تاریخی در مورد وجود دودمان شیا. با این حال، از آنجا که شیا هیچ گونه نوشتاری از خود به جای نگذاشت، زمان و مکان تمدن آنها مورد تردید قرار گرفته است. برخی از مورخان بر این باورند که فرهنگ نوسنگی ارلیتو (۱۹۰۰–۱۶۰۰ قبل از میلاد) همان دودمان شیا است اما اینکه آیا کشفیات باستان‌شناسی در منطقه دودمان شیا می‌باشد یا فرهنگ متفاوت، همچنان مورد تردید است.
قسمت اولیه سلسله شانگ که در تاریخ‌های سنتی چین توصیف شده (حدود ۱۶۰۰–۱۳۰۰ قبل از میلاد) که معمولاً با یافته‌های باستان‌شناسی در ارلیگانگ، ژنگژو و یانشی، جنوب رودخانه زرد در استان هنان امروزی شناسایی می‌شود. آخرین پایتخت شانگ (حدود ۱۳۰۰–۱۰۴۶ قبل از میلاد) در آنیانگ (همچنین در هنان) به‌طور مستقیم با کشف قدیمی‌ترین متون چینی، کتیبه‌های سوابق پیشگویی بر روی استخوان‌ها یا پوسته‌های حیوانات تأیید شده است -که «استخوانهای اوراکل» نامیده می‌شود.
در اواخر هزاره دوم قبل از میلاد، دودمان ژو سلطنت خود را در سمت غربی دره رود وی بنا گذاشت. پس از مرگ پادشاه وو از ژو بلافاصله بحران جانشینی و جنگ داخلی به میان آمد که توسط برادر وو، دوک ژو، به عنوان پادشاه جانشین سرکوب شد. حاکمان ژو در این زمان برای مشروعیت بخشیدن به حکومت خود به مفهوم مأموریت بهشت استناد می‌کردند، مفهومی که تقریباً برای هر دودمان بعدی تأثیرگذار بود.
دودمان ژو در ابتدا پایتخت خود را در غرب در نزدیکی شیان امروزی، در نزدیکی رودخانه زرد تأسیس کردند، اما آنها عهده‌دار مجموعه گسترده‌ای از تشکیلات در دره‌های رودخانه یانگ تسه بودند. این نخستین مهاجرت جمعیت از شمال به جنوب در تاریخ چین است. در قرن ۸ قبل از میلاد، قدرت چینی‌ها در دوره بهار و پاییز غیر متمرکز گردید، که در این دوره، رهبران نظامی محلی که ژوها از آنها استفاده می‌کردند، استقلال خود را اعلام کردند و در جهت سلطه طلبی به مبارزه با یکدیگر پرداختند. با تهاجم مردمان دیگر از شمال غربی، مانند کوانرونگ (Quanrong)، اوضاع وخیم تر شد، و ژوها مجبور شدند پایتخت خود را به شرق به شهر لویانگ منتقل کنند.
این دومین مرحله بزرگ از حکومت دودمان ژو است: ژو شرقی. در هر یک از صدها ایالت که سرانجام بوجود آمد، افراد قدرتمند محلی بیشتر قدرت سیاسی را در اختیار داشتند و حکومت خود را به نام پادشاهان ژو ادامه دادند.

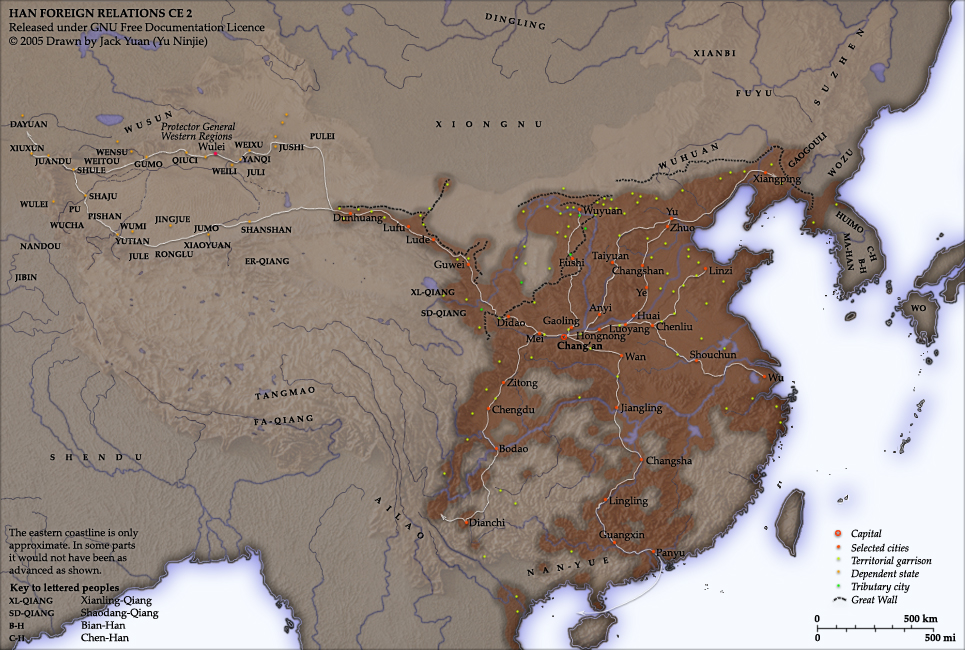
نقشه دودمان هان در هزاره اول قبل از میلاد.

به عنوان مثال رهبران محلی شروع به استفاده از عناوین سلطنتی برای خود کردند. در این دوره صد مکتب فکری فلسفه چینی سربرآورد و جنبش‌های فکری تأثیرگذاری مانند کنفوسیوس، تائوئیسم، قانون گرایی و موهیسم تأسیس گردید که تا حدودی در واکنش به تغییر سیاسی جهان بود. دوره بهار و پاییز را شاخص از میان رفتن دولت متمرکز ژو در نظر می‌گیرند. در این دوره چین از صدها ایالت مستقل تشکیل شده بود به طوری که یک روستا با یک صومعه یا قلعه خود را پادشاهی می‌نامید.
پس از ادغام سیاسی بیشتر، تا پایان قرن ۵ قبل از میلاد هفت کشور برجسته باقی ماند و سالهایی که این چند ایالت با یکدیگر جنگ می‌کردند به عنوان عصر دولت‌های جنگ طلب شناخته می‌شود. اگرچه تا سال ۲۵۶ قبل از میلاد یک پادشاه اسمی ژو باقی مانده بود، ولی عمدتاً چهره ای بود و قدرت کمی داشت. با الحاق سرزمینهای همسایه این ایالات متخاصم، از جمله مناطق سیچوان مدرن و لیائونینگ، آنها تحت سیستم جدید اداری محلی و فرماندهی اداره می‌شدند. این سیستم از دوره بهار و پاییز مورد استفاده قرار گرفته است و هنوز هم می‌توان قطعات آن را در سیستم مدرن شنگ و شیان (استان و شهرستان) مشاهده کرد. گسترش نهایی در این دوره از زمان یینگ ژنگ، پادشاه چین آغاز شد. وحدت شش قدرت دیگر و الحاق‌های بعدی در مناطق مدرن ژجیانگ، فوجیان، گوانگدونگ و گوانگشی در سال ۲۱۴ قبل از میلاد وی را قادر ساخت تا خود را به عنوان نخستین امپراتور (چین شی هوانگدی) معرفی کند.
چین شی هوانگدی مستقیماً با قدرت مطلق بر چین متحد حاکم شد. در مقابل حکومت غیرمتمرکز و فئودالی دودمان‌های قبلی، چین تعدادی «مرکز فرماندهی» در سراسر کشور ایجاد کرد که مستقیماً به امپراتور پاسخ می‌دادند. در سراسر کشور فلسفه قانون گرایی اجرا شد و نشریات تبلیغ کننده ایده‌های رقیب مانند کنفوسیوس گرایی ممنوع شد. در زمان سلطنت وی، چین متحد با استفاده از کار اجباری نخستین دیوار بزرگ با مراقبت مداوم را ایجاد کرد. حملات به سمت جنوب برای الحاق ویتنام آغاز شد. پس از مرگ امپراتور شورشیان علیه سلطه مسلم و قاطع چین در قالب جنگهای داخلی جدید قیام کردند.
سرانجام دودمان هان ظهور کرد و بیش از چهار قرن بر نواحی چین حکمرانی کرد، که برای مدت طولانی از رونق و شکوه بزرگی برخوردار بود، که البته با وقفه ای کوتاه پس از دودمان چین به روی کار آمد. دودمان هان در توسعه جاده ابریشم که موجب انتقال ثروت و ایده‌ها بین تمدن‌ها گردید، نقش بزرگی ایفا کرد و همچنین کاغذ در این دوران اختراع شد.
اگرچه هان از موفقیت‌های بزرگ نظامی و اقتصادی برخوردار بود، اما اوضاع کشور با ظهور اشراف که گاهی از دولت مرکزی سرپیچی می‌کردند، متشنج شد. سرخوردگی عمومی شورش کلاه زردها را برانگیخت - اگرچه ناکامی در سرکوب، سقوط امپراتوری را تسریع کرد. پس از سال ۲۰۸ میلادی دودمان هان به سه پادشاهی رقیب تجزیه شد. چین تا سال ۵۸۱ تحت سلطنت سوئی تقسیم گردید، در دوران تقسیم است که بودیسم برای نخستین بار به چین وارد می‌شود.

#### همسایگان چین
فرهنگ و تمدن‌های آسیای شرقی مجاور چین عمیقاً تحت تأثیر تعاملات آنها با تمدن چین بودند. مغولستان، کره و ویتنام غالباً در جنگ بودند، به چینی‌ها ادای احترام می‌کردند یا به دولتهای شاهنشاهی چین ملحق می‌شدند. یایوی ژاپن اگرچه هیچگاه توسط چین اشغال نشده بود اما با شاهنشاهی چین تعامل داشت که توسعه فرهنگی آن را شکل داد.
زندگی در مغولستان طی دوران باستان به سبک عشایری بود. قومیت‌ها، فرهنگ‌ها و زبان‌ها در قلمرو مغولستان مدرن سیال بود و مرتباً تغییر می‌کرد. استفاده از اسب برای گله داری و مهاجرت از دوران آهن آغاز شد. مغول‌ها پادشاهی‌های دامدار Tengriist اسب سوار بودند که با چینی‌های متحرک (کوچنشین) یا بی تحرک (شهرنشین) ارتباط نزدیک داشتند.
برای در امان ماندن از تهاجم عشایر متجاوز، حاکمان محلی چین اغلب گروگان‌های مهمی می‌گرفتند و ازدواج میان آنها و شاهزادگان را ترتیب می‌دادند. در سال ۲۰۸ قبل از میلاد امپراتور ژیونگهو مودو چانیو، در نخستین مبارزات نظامی بزرگ خود، دانگو را شکست، که به قبایل جدید شیانبی و ووهوان تقسیم شد.
زیونگهو بزرگ‌ترین دشمن عشایر در طول جنگ دودمان هان برای بیش از سه قرن جنگ با سلسله هان قبل از انحلال بود. پس از آن ژیانبی بازگشت تا بر نواحی استپ در شمال دیوار بزرگ حکومت کند. عناوین خانگان و خان از زمان ژیانبی گرفته شده است.
بر اساس سوابق مورخ بزرگ چینی، سیما کیان، ویمان چوسون در کره توسط ژنرال ویمان از چین تأسیس شد که در اصل ۱۹۴۴ قبل از میلاد مسیح تخت سلطنت گوجوسئون (به نام کره باستان را خدمت می‌کرد اما وی آن سرا را غصب کرد و مستقل گردید). در سال ۱۰۸ قبل از میلاد، دودمان هان چین در پی حمله به کره، ویمان چوسون را ویران کرد و چهار فرماندهی در شبه جزیره کره شمالی ایجاد کرد. مدت کوتاهی سه فرماندهی از میان رفتند اما فرماندهی للانگ یا لیانگ حدود ۴۰۰ سال در شبه جزیره کره در ناحیه شمال غربی باقی ماند.
سه پادشاهی کره به نام‌های: باکجه، گوگوریو و سیلا یا شیلا پس از سقوط گوجوسهون ظهور کردند و سرانجام چینی‌ها را از شبه جزیره بیرون راندند. سه پادشاهی از نظر اقتصادی و نظامی با یکدیگر به رقابت پرداختند. گوگوریو و باکجه بازیکنان اصلی بیشتر دوران سه پادشاهی بودند و بیشتر شبه جزیره کره را در اختیار داشتند. در بعضی مواقع قدرتمندتر از دودمان‌های همسایه چینی، گوگوریو (از آنجا که نام «کره» از آن گرفته شده است) یک قدرت منطقه ای بود که چندین بار حملات گسترده دودمان سوئی را شکست داد. گوگوریو و باکجه سرانجام توسط دودمان تانگ و اتحاد سیلا نابود شدند. سپس سیلا در سال ۶۷۶ سلسله تانگ را بیرون راند تا بیشتر شبه جزیره کره را بدون مناقشه کنترل کند.

### استپ‌های اوراسیا

#### مردمان ترک
دشت‌های باز و وسیع آسیای میانه همواره خاستگاه مردمان عشایر و صحرانشینی بوده که از دیر باز به جنگ آوری و تشکیل کنفدراسیون‌های عشایری و تهاجم به سایر نواحی دنیا معروف بوده.
مردمان ترک نیز در ابتدا و سال‌های باستان در این نواحی می‌زیسته‌اند و در تهاجمات بزرگ دنیای باستان نیز نقش عمده ای را بازی کردند.
ترکها عمدتاً از نژاد آسیای شرقی اما بر طبق اسناد موجود از چین باستان در میان ترکها اقوامی همچون قرقیزها و اغوزهای اولیه (اجداد آذری‌ها و ترک‌های آناتولی) مردمانی با پوست سفید و چشمانی رنگی و موهای زرد توصیف شده‌اند. اما نوشته‌های تاریخی بعدی، اطلاعاتی دربارهٔ چگونگی ناپدید شدن تدریجی این ویژگی‌های ظاهری قرقیزها و درنهایت دگرگون شدن آن‌ها به دست نمی‌دهند.

##### یورشآلپ ار تونقا[۱۸۶]
این فرد به عنوان نخستین رهبر ترکی که ترکان را به جنگهای خارج قبیله ای کشاند شناخته می‌شود آلپ از آسیای میانه در جنگهای پی در پی وارد نواحی استپ شمال خزر شد و در ۷۰۰ قبل از میلاد سکاستان را فتح کرد و لقب خان سکا را کسب نمود سپس از طریق قفقاز به آشور، سوریه و مصر رسید اما سرنوشت قطعی او پس از فتح مصر مشخص نیست.
ادیبان و شرق شناسان ایرانی آلپ ار تونقا را همان شخصیت افسانه ای افراسیاب (ارباب توران زمین) در شاهکار شاهنامه می‌دانند، اما این فقط یک تشبیه تمثیلی بوده و اثبات تاریخی ندارد.

##### تهاجم هون
هون‌ها مجموعه ای از قبایل عشایری بودند که اکثریت جمعیت آنها را ترک‌ها تشکیل می‌دادند و حتی رهبر افسانه ای آنها آتیلا پسر مونجوک نیز ترک تبار بوده، هون‌ها در ابتدا از نواحی شرق ایران زمین تهاجمات گسترده‌ای را آغاز نمودند و با سپاه ساسانیان تحت کنترل شاهنشاه شاپور دوم زدو خوردهایی را ایجاد کردند اما با توافقاتی که صورت گرفت و در ازای دریافت باج و دستمزد عده ای از هون‌ها تحت عنوان قوم کیداریان به رهبری پادشاه خردمندشان گرومبات به سپاه ایران پیوستند و شاهنشاه را در سوریه علیه رومیان کمک رسانیدند. اما باقی کنفدراسیون هون‌ها از جهت شمال دریای خزر به سمت اروپا حرکت کردند و در عرض چند سال کوتاه به رهبری آتیلا توانستند مراکز قدرت آن زمان یعنی بیزانس و روم غربی را در هم کوفته و به زیر بکشند.
عده فراوانی از هون‌ها بعدها پس از مرگ آتیلا به مجارستان مهاجرت کردند و حتی نام امروزی مجارستان از نام این قوم گرفته شده. Hungaria مشتق از دو کلمه Hun و garia می‌باشد که به معنی سرزمین هونها است.

### آمریکا

#### تمدن مردم آند
آند مرکزی در ناحیه آمریکای جنوبی یکی از مناطق اصلی متمدن در آمریکا بود که ۴۵۰۰ سال پیش در زمان حیات تمدن نورت چیکو در آمریکای لاتین قرار داشت که با نام کارال-سوپه در ۳۵۰۰ سال قبل از میلاد تا زمان آخرین امپراتوری اینکا معروف بود که پس از آن کل قاره توسط داد و ستدهای کلمبیای قرن ۱۶ تغییر شکل داده شد. تا اواخر قرن ۲۰، جزئیات مربوط به Norte Chico نامشخص بود و اغلب با فرهنگ‌های بعدی مانند Chavin اشتباه گرفته می‌شد. تمدن آند باستان با ظهور یا سازماندهی جوامع ماهیگیری از ۳۵۰۰ سال قبل از میلاد مسیح به بعد آغاز شد. همراه با یک جامعه وابسته به فنون و بقاء دریایی پیچیده، ساخت بناهای تاریخی بزرگ، که احتمالاً به عنوان مراکز اجتماعی استفاده می‌شده‌اند، ساخته شده است.

### اروپا

#### اتروریا، یونان و روم

##### اتروسک‌ها
تاریخ اتروسکها را می‌توان با توجه به بررسی مکانهای دفن مصنوعات و نوشته‌ها، به‌طور دقیق ردیابی کرد. فرهنگ اتروسکها که به‌طور مشخص در ایتالیا در حدود ۹۰۰ سال قبل از میلاد تقریباً با فرهنگ عصر آهن ویلانووان توسعه یافته است، به عنوان قدیمی‌ترین مرحله تمدن اتروسک شناخته می‌شود. سپس این تمدن در قرن هفتم قبل میلاد جای خود را به یک فرهنگ به‌طور فزاینده جهت گیر داد که تحت تأثیر بازرگانان یونانی و همسایگان یونانی در مگنا گراشیا، تمدن یونانی جنوب ایتالیا بود، که توسط حدود ۱۳۰۰۰ کتیبه با الفبا مشابه الفبای یونانی ایوبو اثبات شده است، زبان اتروسک‌ها در زمره ربان‌های هندو اروپایی قرار می‌گرفت. مقبره‌های دفن شده، که بعضی از آنها به گونه ای افسانه وار تزئین شده بودند، ایده یک دولت اشرافی را با ساختارهای متمرکز قدرت با حفظ نظم و ساخت کارهای عمومی مانند شبکه‌های آبیاری، جاده‌ها و سیستم‌های دفاعی شهر گسترش می‌دهند.

##### یونانی‌ها
یونان باستان دوره ای در تاریخ یونان است که نزدیک به یک هزاره تا ظهور مسیحیت ادامه دارد. از نظر بیشتر مورخان این فرهنگ بنیادی تمدن غرب است. فرهنگ یونان نفوذ قدرتمندی در امپراتوری روم داشت که نسخه ای از خود را به بسیاری از مناطق اروپا منتقل کرد.
نخستین سکونتگاه‌های انسانی شناخته شده در یونان بیش از ۹۰۰۰ سال پیش در جزیره کرت بوده است، اگرچه شواهدی در مورد استفاده از ابزار در این جزیره به بیش از ۱۰۰۰۰۰ سال قبل وجود دارد. نخستین مدرک پیدایش تمدن در یونان باستان مربوط به مینویان در کرت است که قدمت آن به ۳۶۰۰ سال قبل از میلاد مسیح بازمی‌گردد. در سرزمین اصلی هلاس، تمدن مایکنی می‌کنی یا میسنی در حدود ۱۶۰۰ سال قبل از میلاد به اوج قدرت رسید و جایگزین تمدن مینوی در کرت شد و تا حدود ۱۱۰۰ سال قبل از میلاد ادامه یافت و منجر به دوره ای شد که به عنوان دوره تاریکی یونان شناخته می‌شود.
دوره باستانی در یونان به‌طور کلی از حدود قرن هشتم قبل از میلاد تا حمله خشایارشا در ۴۸۰ قبل از میلاد در نظر گرفته می‌شود. در این دوره، جهان یونان در اطراف مدیترانه با تأسیس دولت شهرهای یونان تا حد سیسیل در غرب و دریای سیاه در شرق گسترش یافت. از نظر سیاسی، دوره باستانی در یونان شاهد فروپاشی قدرت اشرافیت قدیمی همراه با اصلاحات دموکراتیک در آتن و تدوین قانون اساسی منحصر به فرد اسپارتا بود. همچنین پایان دوره باستانی شاهد ظهور قدرتمند آتن بود که بعدها پس از اصلاحات سولون و استبداد پیسیستراتوس، یک قدرت مسلط در دوره باستان کلاسیک خواهد بود.
جهان کلاسیک یونان در طول قرن پنجم قبل از میلاد تحت سلطه قدرت‌های بزرگ آتن و اسپارتا بود. از طریق لیگ دلیان، آتن توانست احساسات پان هلنیستی و ترس از تهدید ایران را تبدیل به یک فرصت برای مبدل شدن به یک امپراطوری قدرتمند تبدیل کند، و این، همراه با درگیری بین اسپارتا و آتن که در جنگ پلوپونس به اوج خود رسید، عمده‌ترین پیشرفت سیاسی ابتدایی بود بخشی از دوره کلاسیک باستان در یونان.

##### رومیان باستان
روم باستان تمدنی بود که از شهرستان رم نشات می‌گرفت و به عنوان یک جامعه کوچک کشاورزی در قرن ۹ قبل از میلاد در شبه جزیره ایتالیا تأسیس شد. در دوازده قرن وجود خود، تمدن روم از یک سلطنت به یک جمهوری الیگارشی و سپس به یک امپراتوری فزاینده خودکامه تغییر یافت.
تمدن روم اغلب با یونان باستان در «باستان کلاسیک» دسته‌بندی می‌شود، تمدنی که از فرهنگ روم باستان الهام گرفته است. روم باستان سهم بسزایی در توسعه قانون، جنگ، هنر، ادبیات، معماری و زبان در جهان غرب داشت و تاریخ آن همچنان تأثیر عمده ای بر جهان غرب دارد. تمدن روم از طریق فتح و جذب به اروپا و منطقه مدیترانه تسلط یافت. در سرتاسر سرزمین تحت کنترل روم باستان، معماری مسکونی از خانه‌های بسیار متوسط تا ویلاهای بزرگ در سراسر کشور متغیر بود. تعدادی از شهرهای تأسیس شده روم دارای بناهای باستانی بودند که تا امروز به یادگار مانده‌اند. بسیاری از آنها دارای چشمه‌هایی با آب آشامیدنی تازه بود که صدها کیلومتر از قنات‌ها، تئاترها، سالن‌های ورزشی، مجتمع‌های حمام با کتابخانه‌ها و مغازه‌ها، بازارها و فاضلاب‌های گاه به گاه کاربردی تأمین می‌شد. تعدادی از عوامل منجر به سقوط امپراتوری روم شد. نیمه غربی امپراتوری، از جمله هیسپانیا، گال و ایتالیا، سرانجام در قرن پنجم به پادشاهی‌های مستقلی تجزیه گردید و به دست بربرها ساقط شد. از امپراتوری روم شرقی که از قسطنطنیه اداره می‌شد، به عنوان امپراتوری بیزانس پس از سال ۴۷۶ میلادی، تاریخ سنتی برای «سقوط پایتخت» و متعاقباً شروع قرون وسطی یاد می‌شود.

گستره امپراطوری روم در دوران اوج قدرت و قبل از تقسیم